# 和你飛3.0

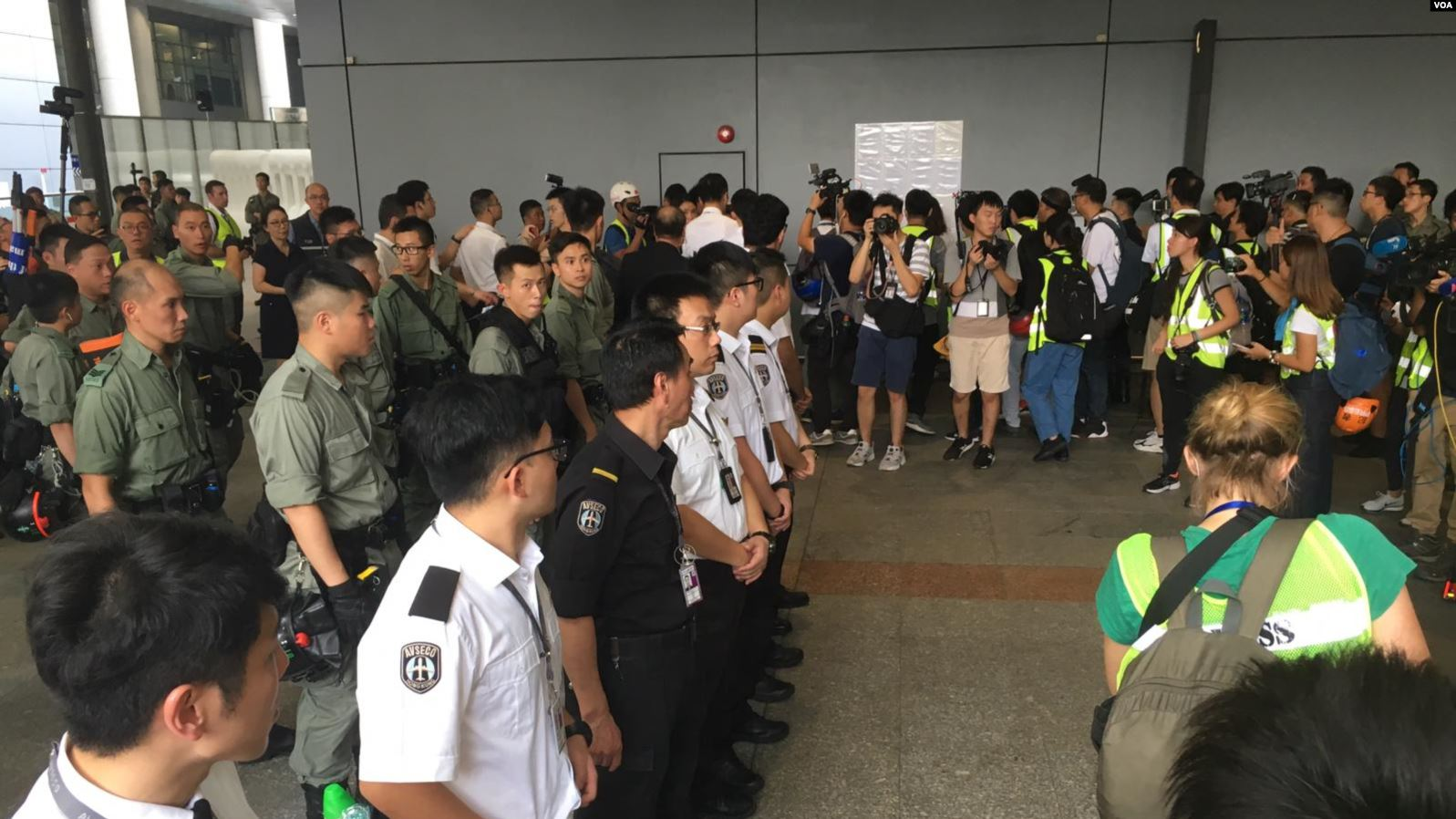
警方和機場保安在機場地面運輸中心严阵以待

2019年9月7日香港反對逃犯條例修訂草案示威，是反對逃犯條例修訂草案運動中於9月7日在社交媒體Telegram發起的示威活動，該行動又稱「和你飛3.0」行動，香港警方宣布機場快綫於9月7日早上9點起停駛九龍與青衣站；到下午，港鐵亦宣布暫時關閉太子站和旺角站，並在深夜關閉大埔墟站和暫停大圍站和火炭站來回列車。香港機場管理局則向示威者表示「不要再阻礙每日數以十萬計使用機場的無辜旅客」。警方在當日的行動中沒有使用彈藥。

## 背景
此次示威活動為9月1日機場及北大嶼山「和你塞」示威（又即「和你飛2.0」）的後續行動，示威者號召市民堵塞機場交通。機管局於9月6日在多份報章刊登全版廣告，呼籲示威者不要阻塞交通及妨礙旅客，並指示威者的行動或會違反禁制令。

## 過程

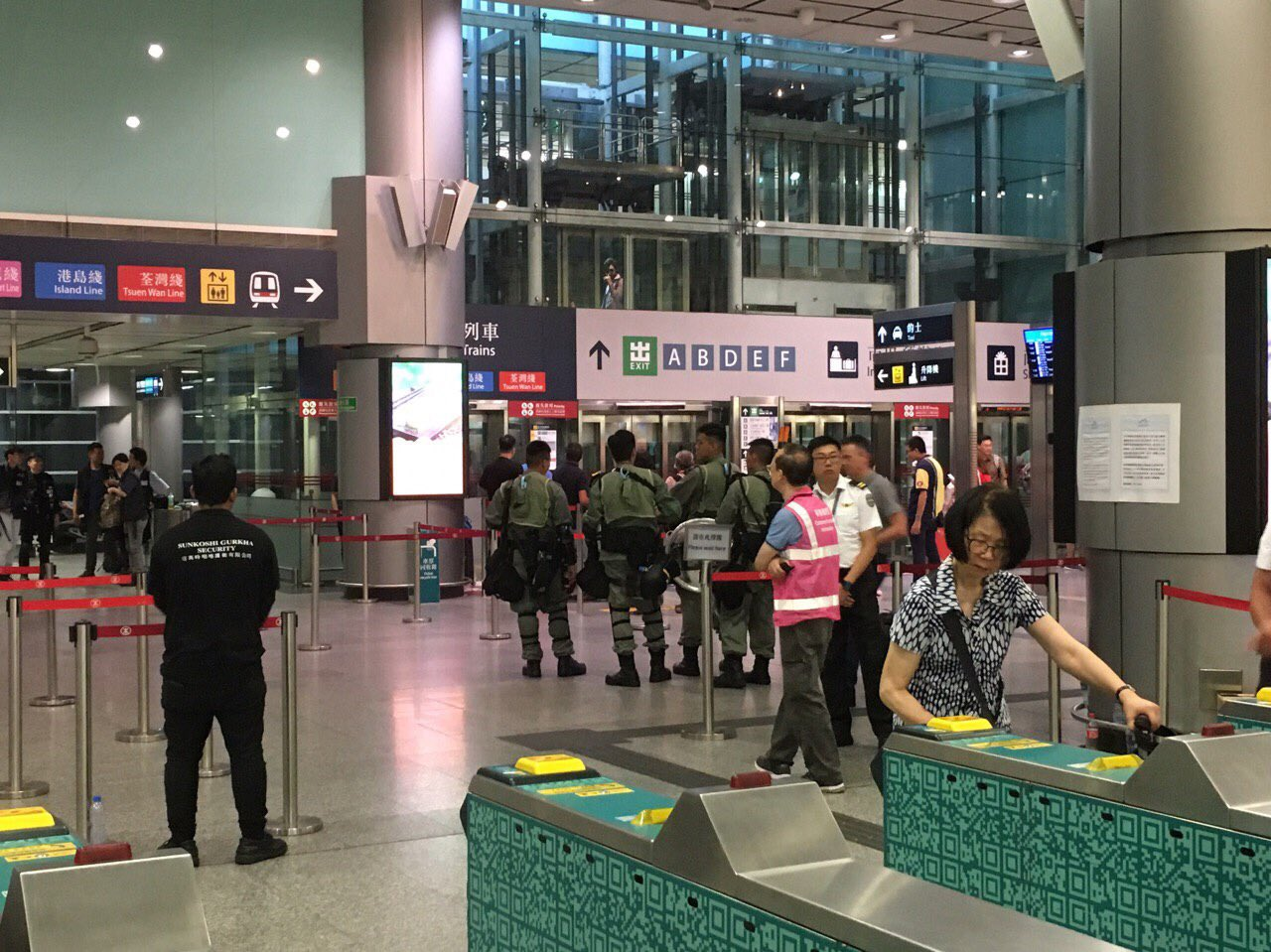
中午时分，在香港站内已有多名防暴警员佈防

### 警方嚴密佈防 截車搜巴士

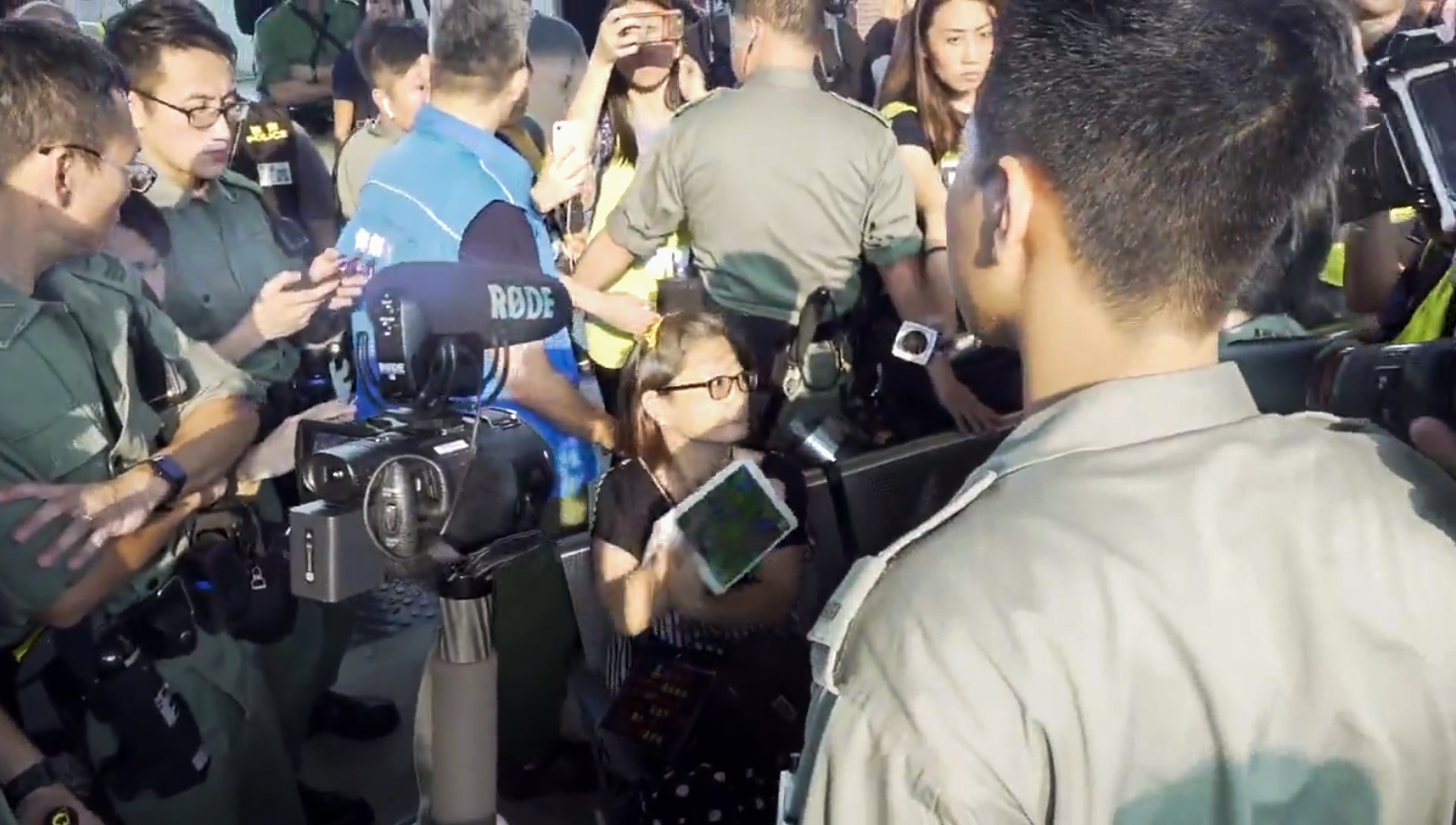
人民力量成員錢寶芬因背包掛有「五大訴求」的標語，被警員包圍

為應對是次示威，政府及機管局要求港鐵僅維持香港站至機場站的服務，沿途不停其他車站，而警方亦派駐大量防暴警方於香港站戒備。警方亦於青馬收費廣場截查巴士和私家車，更出動裝甲車駐守，多名往機場的人被帶走。有穿著黑衣，往台灣旅遊的乘客被警員要求檢查隨身物品和打開行李箱，其後更要下車檢查，批評警方態度不禮貌。
早上，在一號客運大樓外有警察截停查問一名能說英語及俄文的香港男子，男子雖以英語表明和示WhatsApp對話證明他是接朋友機。不過警察質疑他懂得說廣東語，是別有用心「玩嘢」。記者詢問警方為何要截查該名男子和他在客運大樓停留是否犯法，警方以「問PPRB」(警察公共關係科）作回應。
而在機場巴士站內有兩名年輕女子在巴士站坐下停留，表示要接機。不過保安以她們違反禁制令為由，要求二人離開，而保安亦沒有詳細解釋接機是違反禁制令內地什麼條文，最後二人被站在約10米外的位置。
下午4時許，執達吏在巴士總站宣讀禁制令。人民力量成員錢寶芬因背包掛有「五大訴求」的標語，被機場職員及警方指她違反禁制令，以刑事藐視法庭罪拘捕。

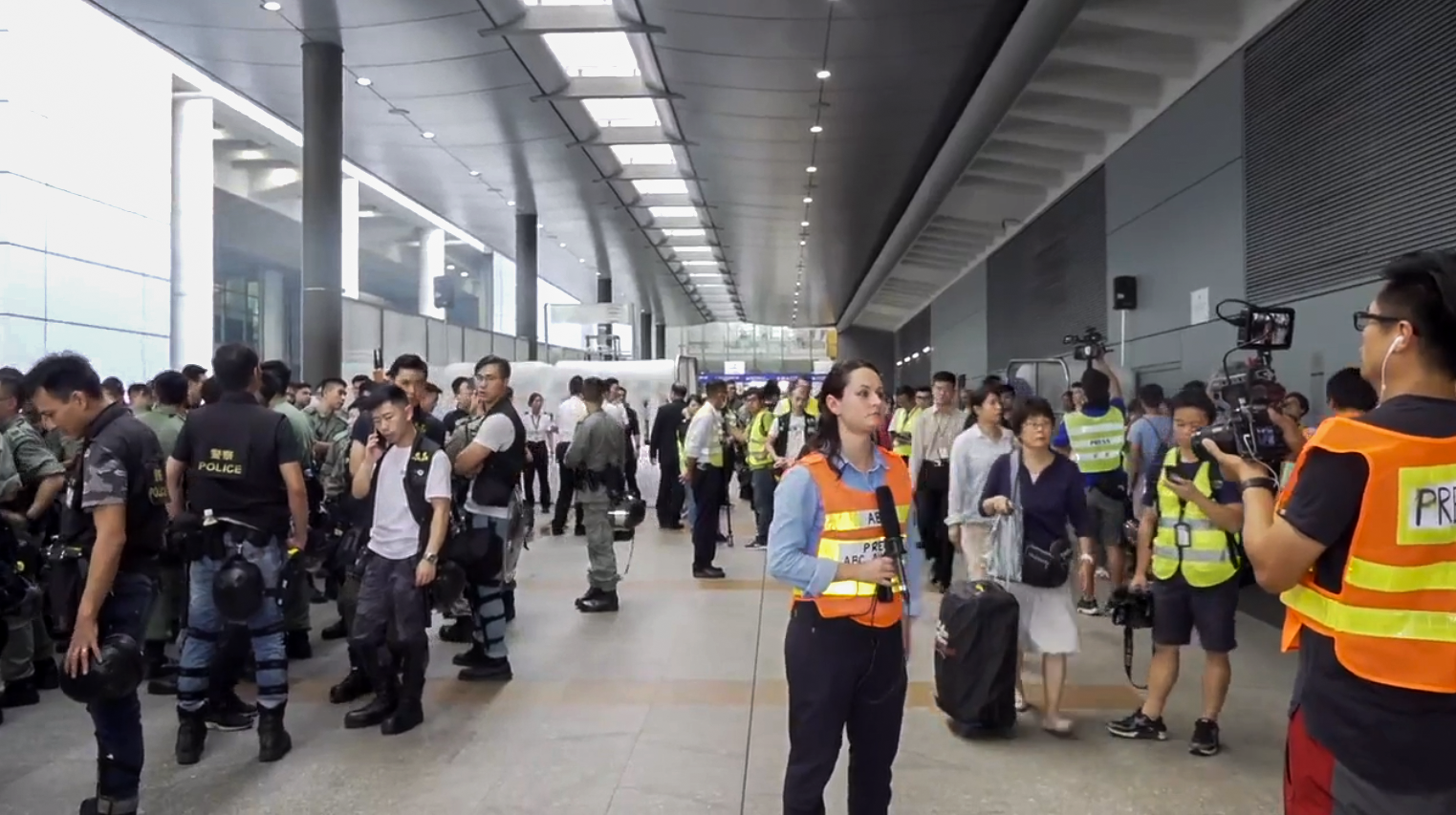
機場(地面運輸中心)巴士總站有大批警員在場，往機場的出入口加設了水馬和閘門
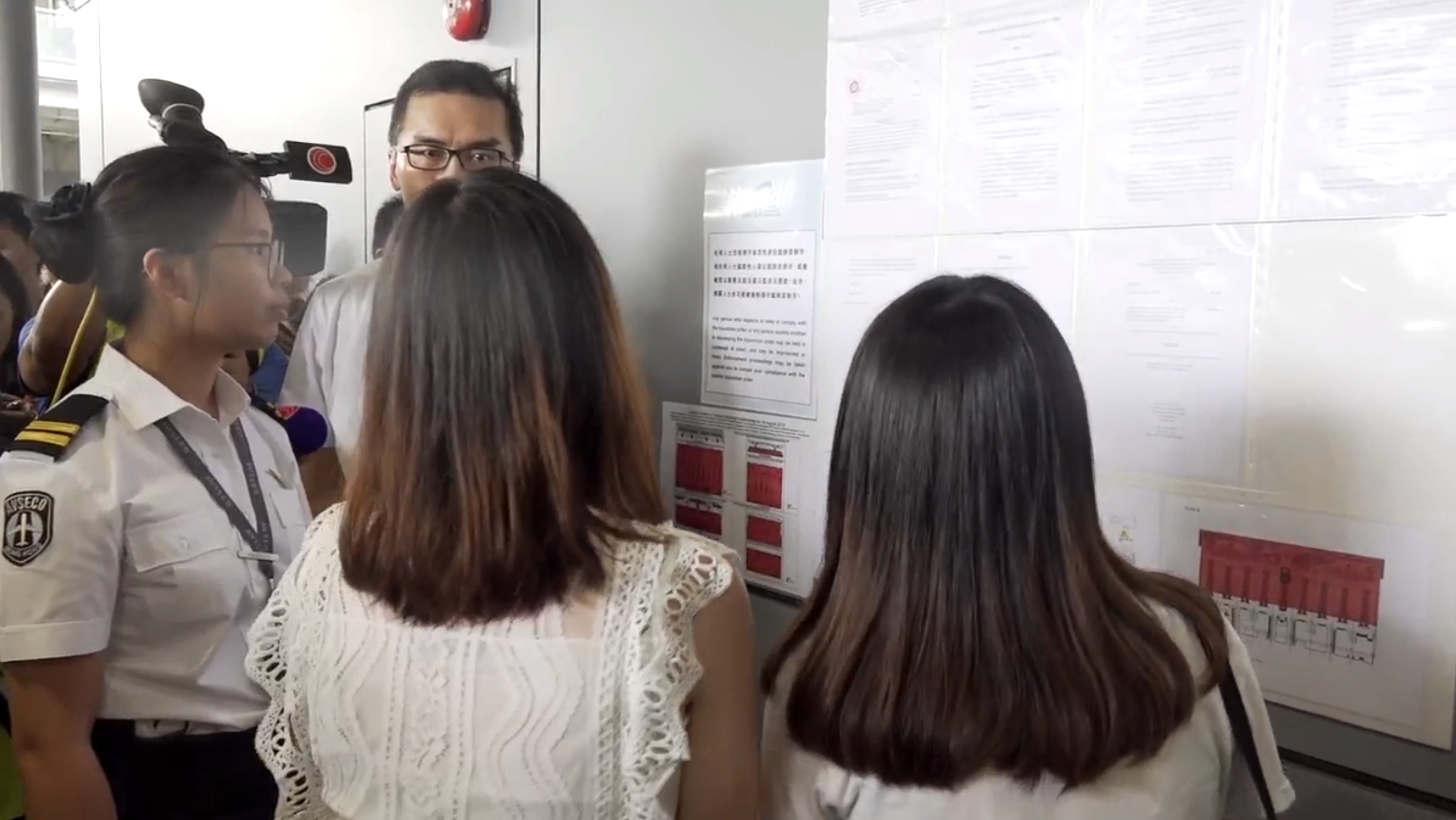
機場巴士站有兩名年輕女子表示要接機，不過保安以她們違反禁制令為由，要求二人離開
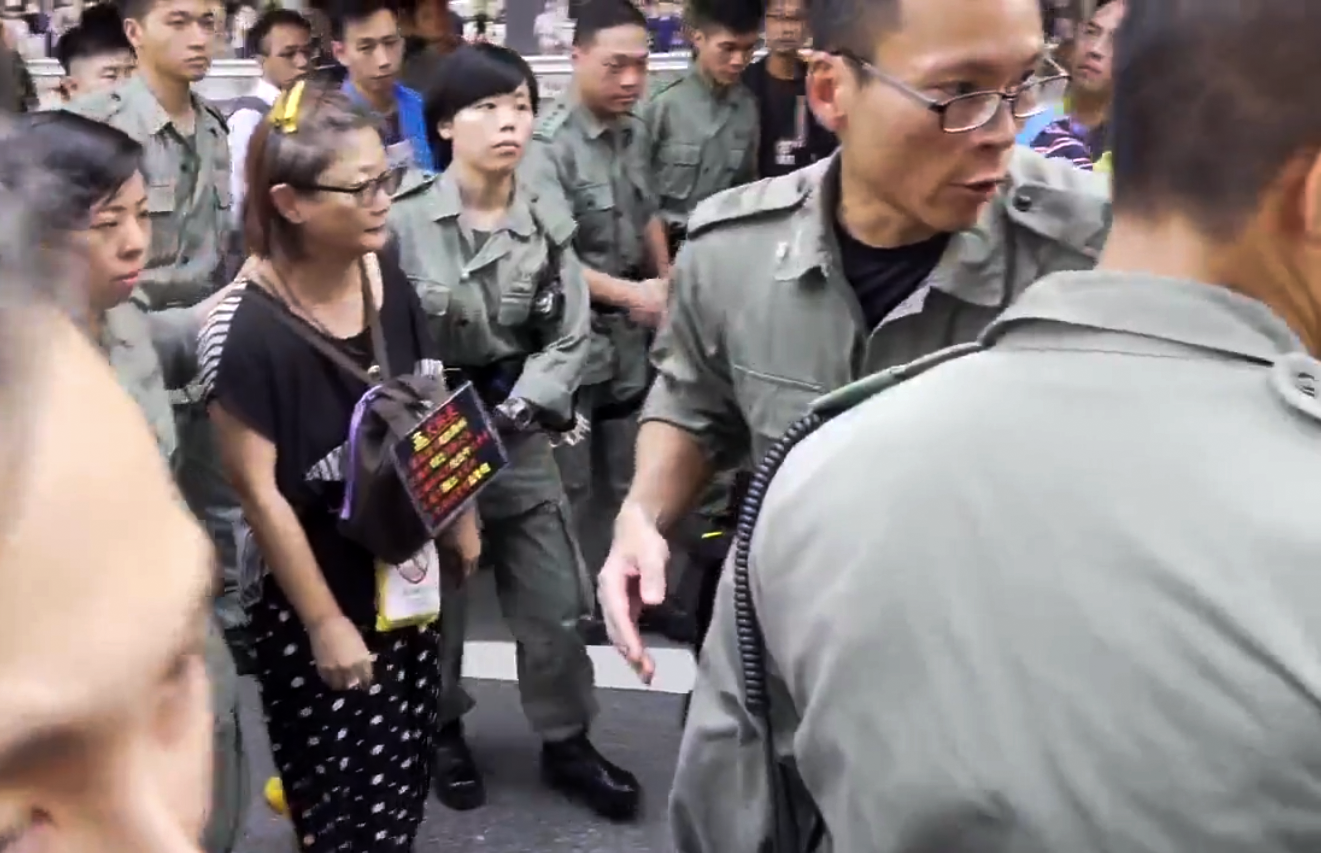
警方指錢寶芬違反禁制令，以刑事藐視法庭罪拘捕

### 東涌站附近

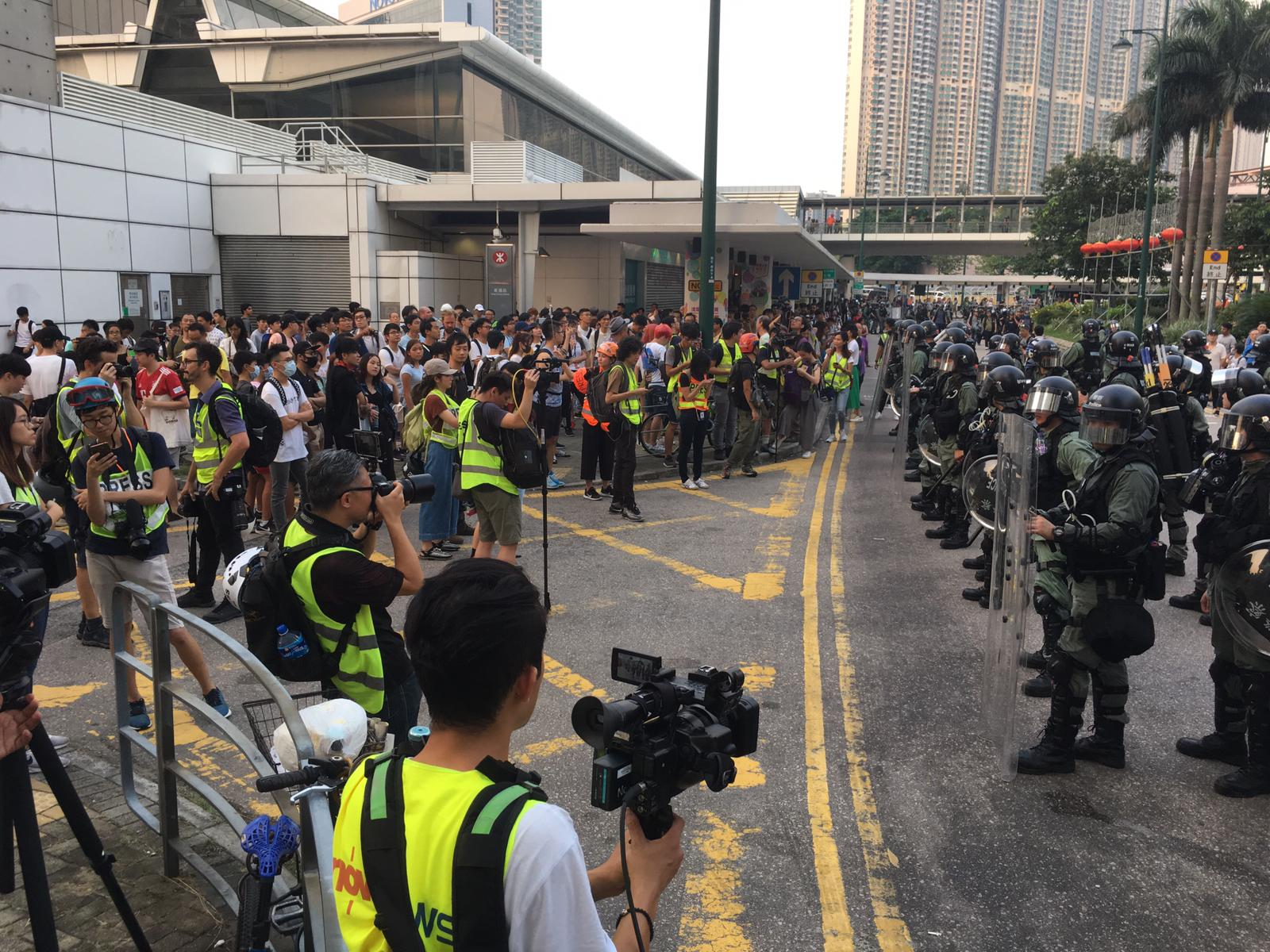
約100名防暴警察聚集在東涌站外

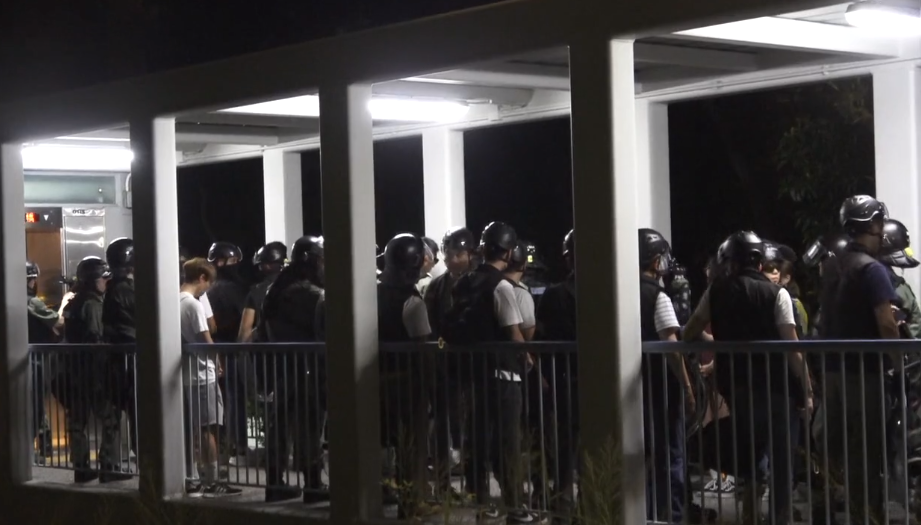
警員在往富東邨的行人天橋截查約10人，多人被帶上警車

下午2時許，東涌站有防暴警戒備，四名戴普通口罩、非黑衣的年青人一度用手機拍攝警員並帶頭唱出網民改詞歌曲。警方作出廣播，要求在場人士讓一讓路。
下午3時許，東涌站大堂內已有近百人聚集。有數名「守護孩子」的銀髮族成員到場。在場人士繼續聚集，要求警方收隊。
下午4時許，約100名防暴警察、約200名市民聚集東涌站。有示威者破壞東涌站的閘機，防暴警出示黃旗警告。一批示威者離開東涌站後，抵達太子站。防暴警於東涌站外進行驅散，推進至達東路後防暴警上車離去。
下午5時許，多名防暴警員突然跑上東涌站C出口旁樓梯，樓梯上的示威人士即時逃跑，一名戴口罩女子及一名青年被警方在樓梯制服，口罩女頭部被警員以警棍打中。有傳媒報道指現場有人疑向警員掟雜物。也有傳媒拍攝到女子上樓梯走避時，被警員拉跌。
下午6時許，原退至東涌消防局外的防暴警舉藍旗，現場示威者見狀隨即後退。防暴警沿順東路推進驅散，示威者向市中心方向逃去，其間警員在往富東邨的行人天橋截查約10人，多人被帶上警車。而防暴警察和速龍小隊更在富東邨內進行搜索，至少制服兩人，多人被警方帶走。
晚上約8時，東涌站一帶大致平靜，防暴警已退回大嶼山警署內。

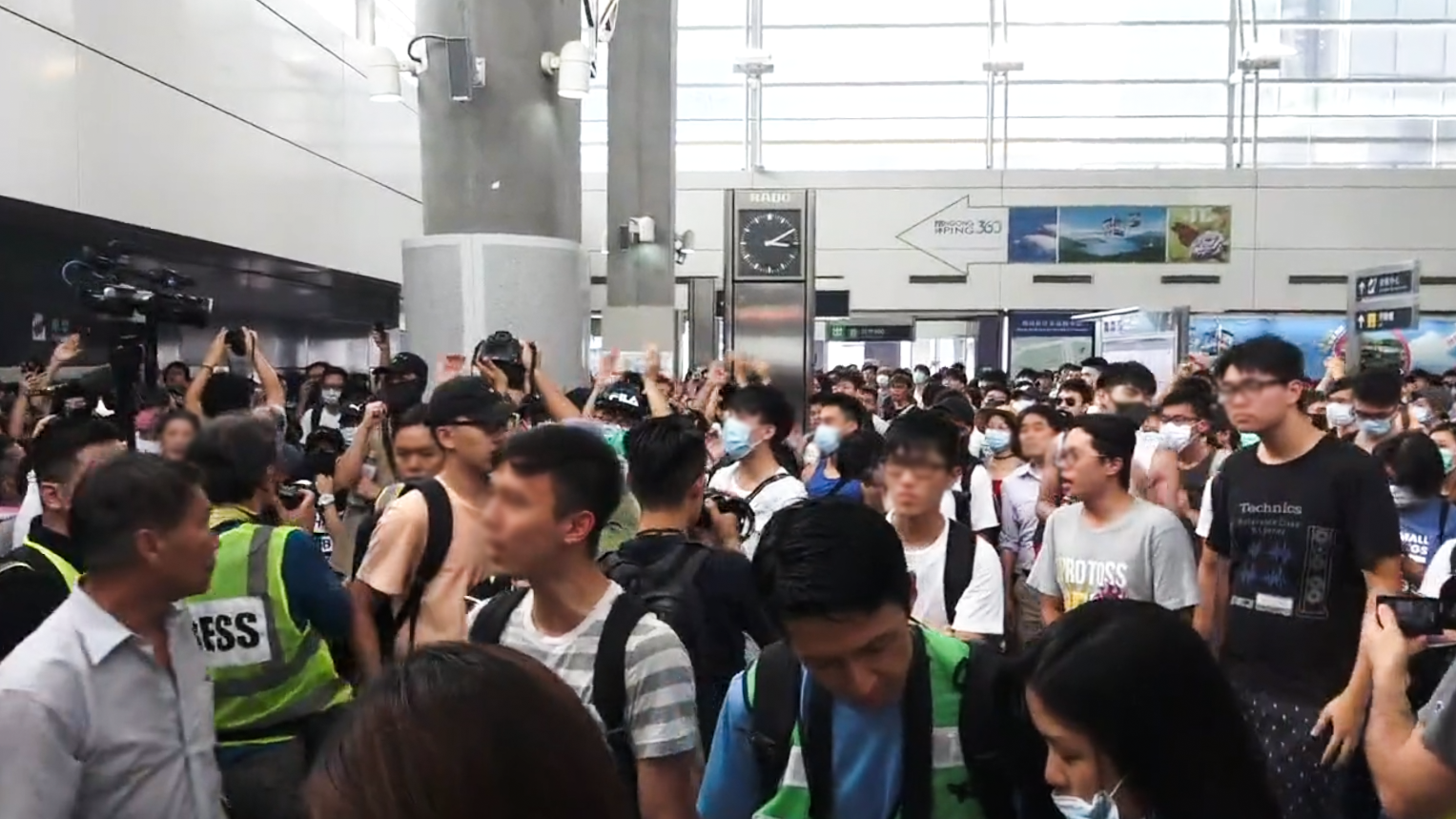
下午3時許，東涌站大堂內已有近百人聚集，要求防暴警察離開
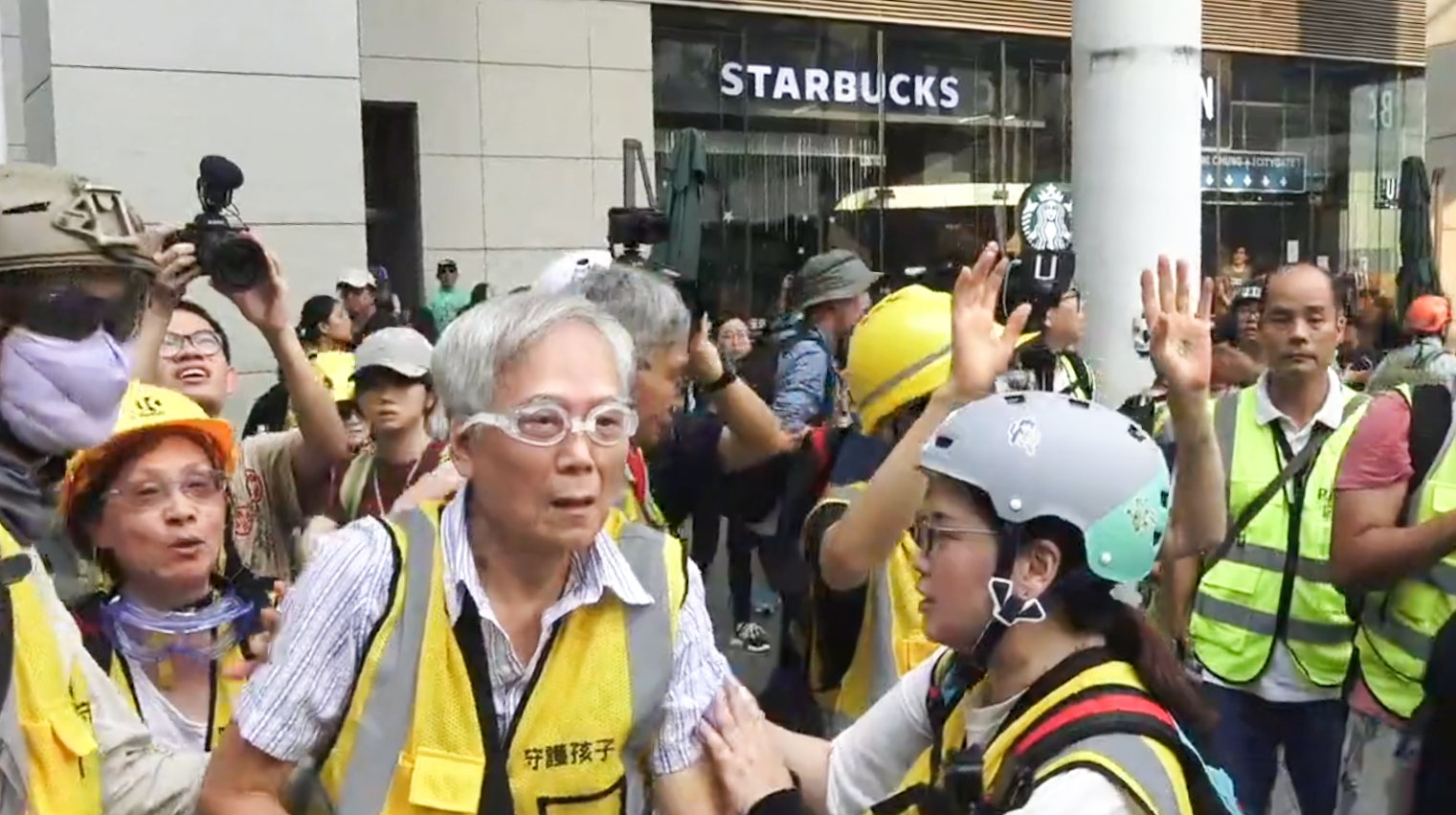
「守護孩子」的銀髮族成員到場，要求警方不要清場
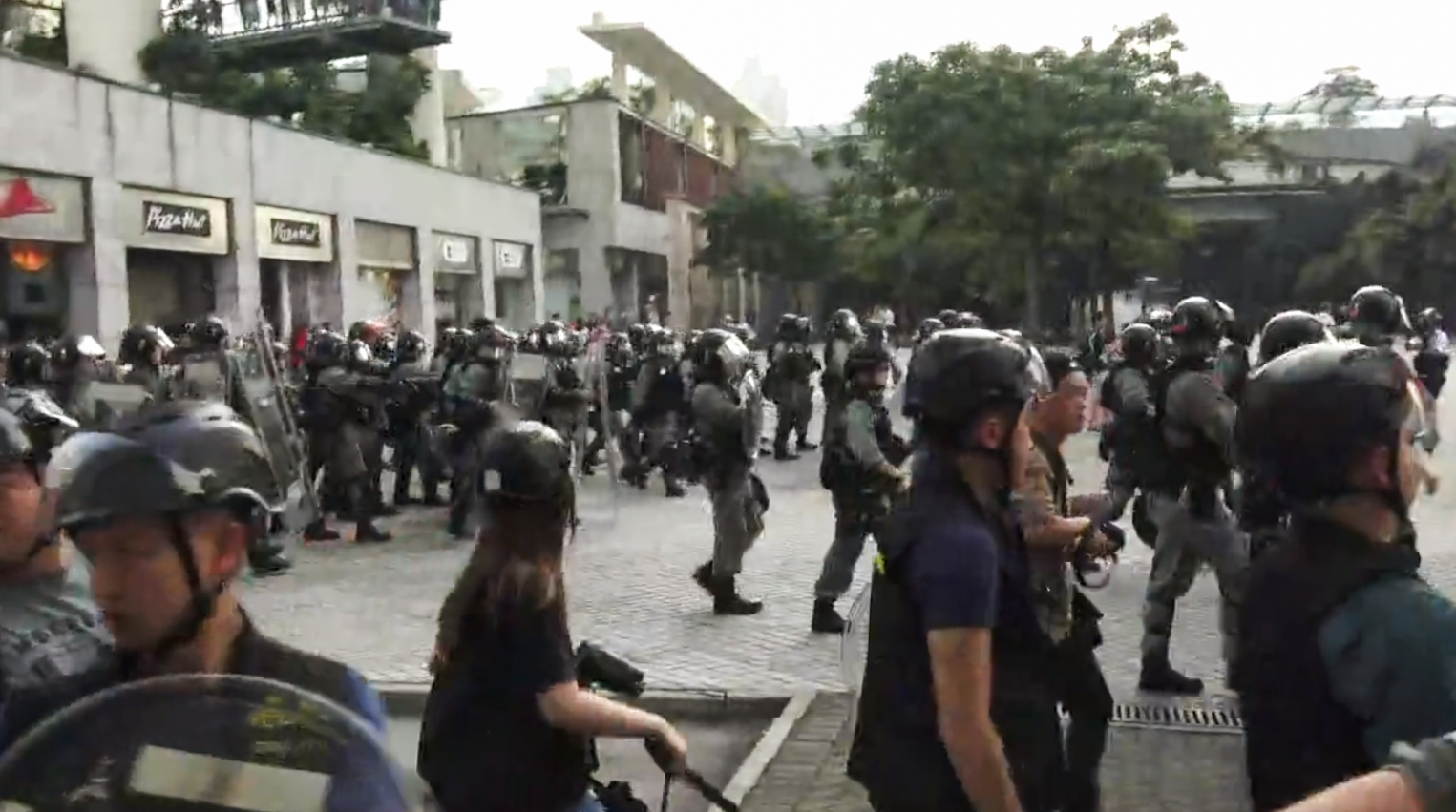
大批警員在東涌站外進行驅散
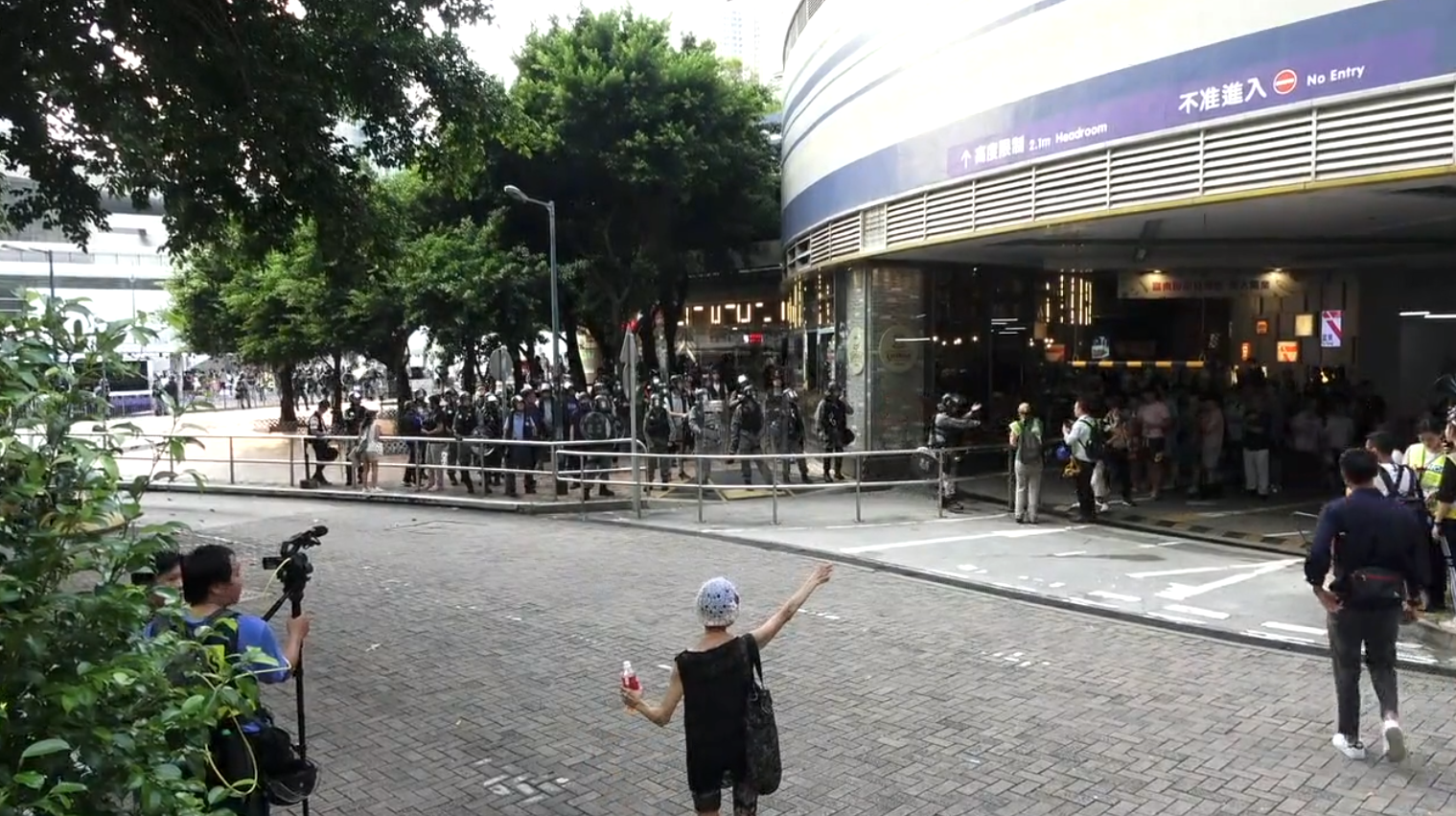
富東廣場外的防暴警，有市民批評警方行動
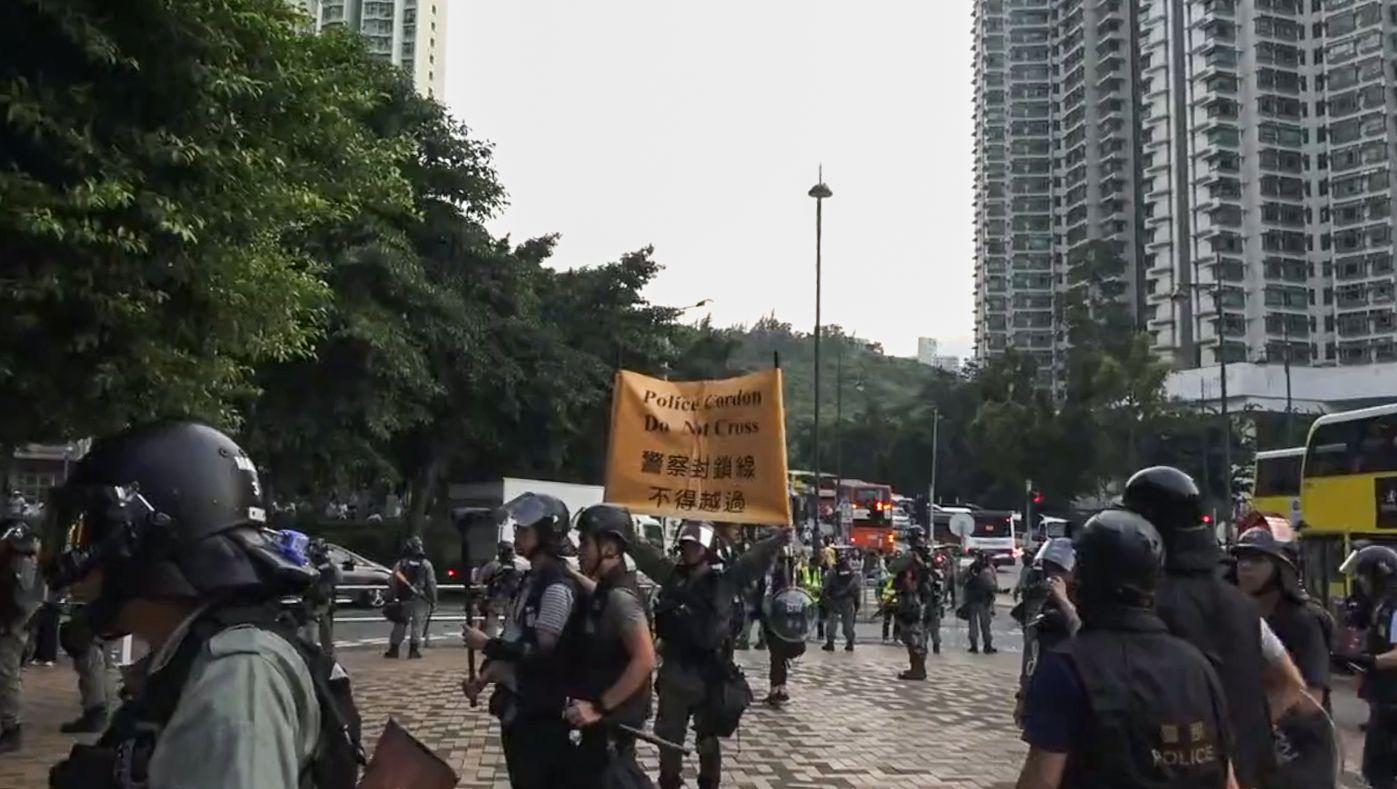
警方舉起黃旗，指達東路為封鎖線範圍
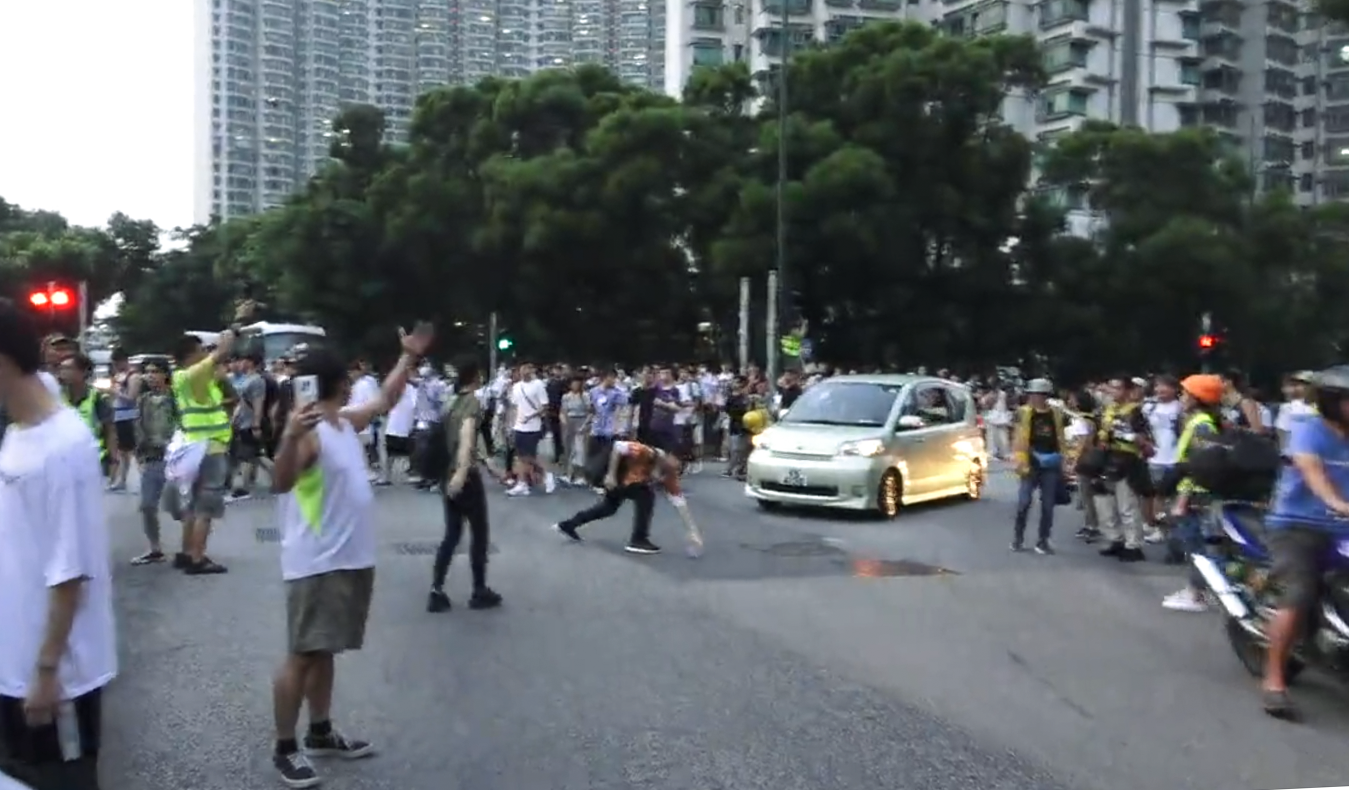
傍晚，大批示威者跟從防暴警方向到達東路

#### 太子

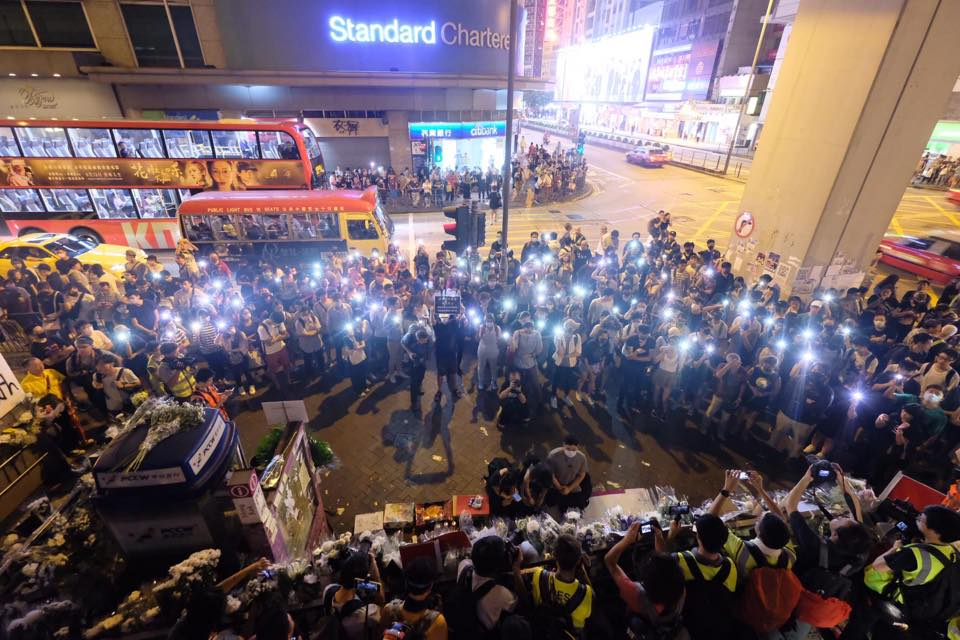
晚上，市民亮起手機燈在太子站出口

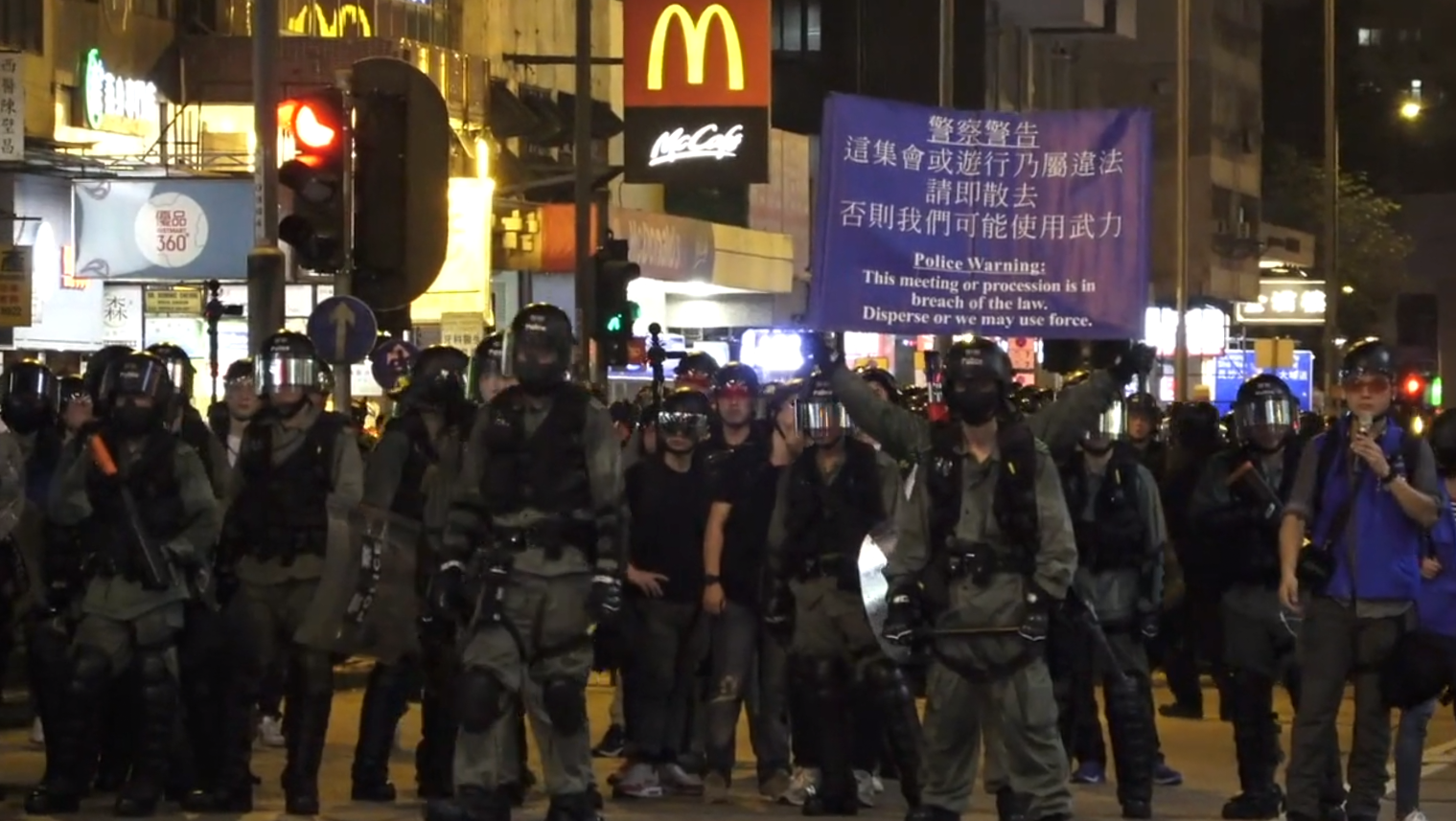
晚上，防暴警在彌敦道舉起藍旗

下午約4時，九龍角落主席李軒朗一行四人，到太子站要求向車站站長遞交請願信，呼籲港鐵盡快公開閉路電視片段。港鐵隨即因確保乘客、員工及鐵路設施安全為由關閉太子站。期間未有其他示威者聚集。
下午5時許，港鐵職員要求站內所有人離開，包括記者及店舖職員。有兩名中年男子在太子B2出口貼上「沉怨未雪」的標語。
晚上7時許，數十名示威者叫口號及唱歌，其後人數增加到超過百人。
晚上8時許，防暴警走出警署正門水馬，示威者向他們掟雜物，防暴警退回水馬內。示威者以水馬、欄杆堵塞西洋菜南街及太子道西交界，並將小巴站牌放在太子道西路中心。隨後示威者在西洋菜南街的路障處縱火，警署舉橙旗，示威者隨即後退。五分鐘后消防車到場救火。。
晚上9時許，港鐵因安全為由關閉旺角站。
直至次日凌晨，仍有示威者在太子一帶聚集。

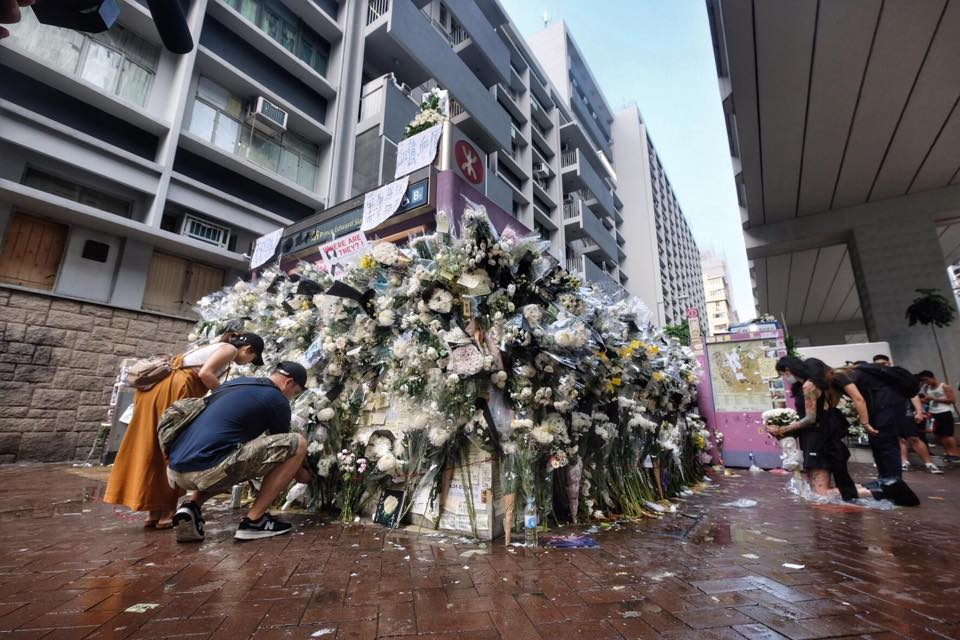
太子站出口擺滿了市民的鮮花
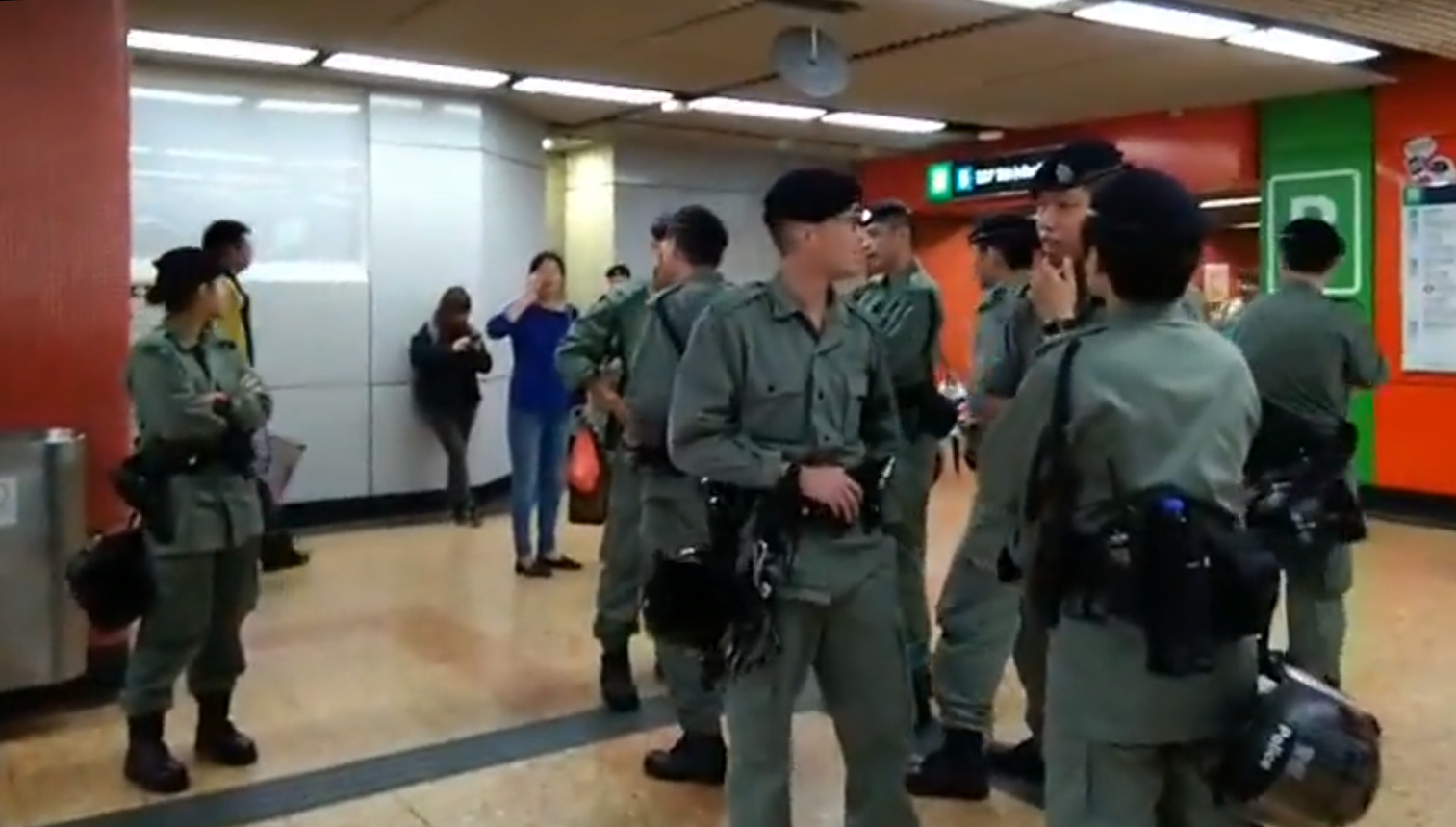
防暴警員在旺角站戒備，期間有截查年輕人
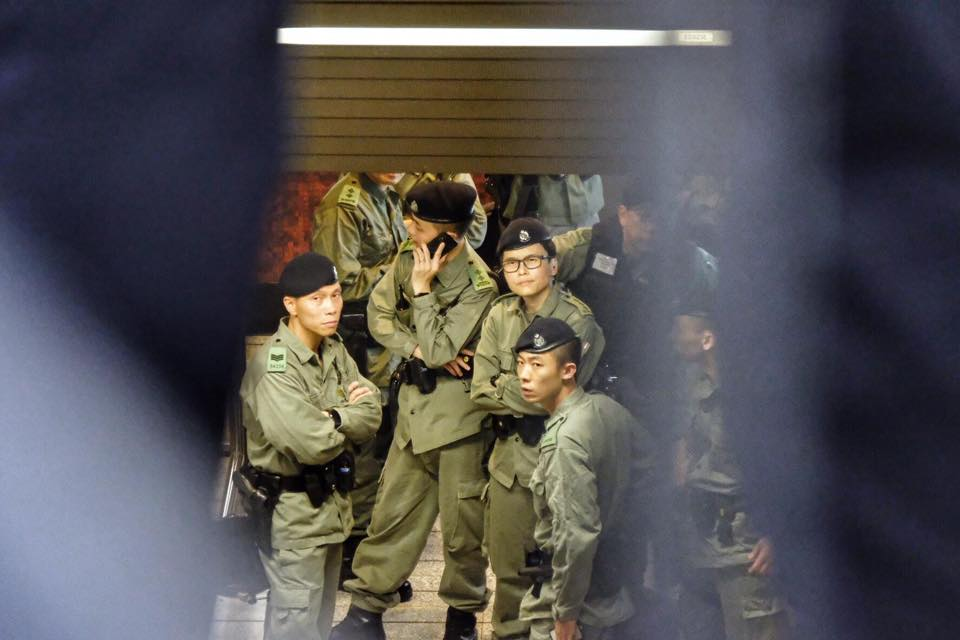
防暴警員在太子站出口的樓梯戒備
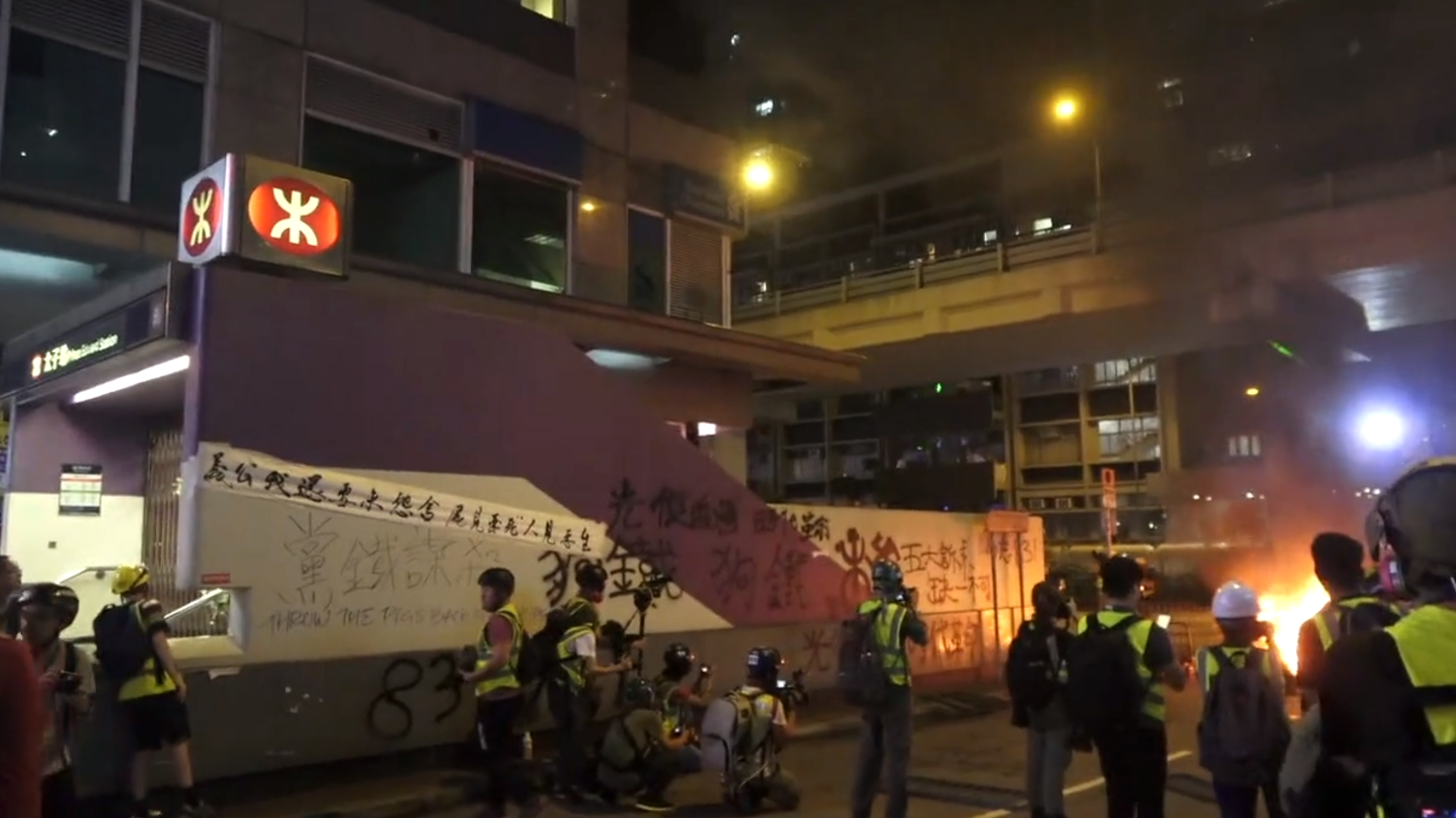
太子站出口近西洋菜南街位置有示威者縱火
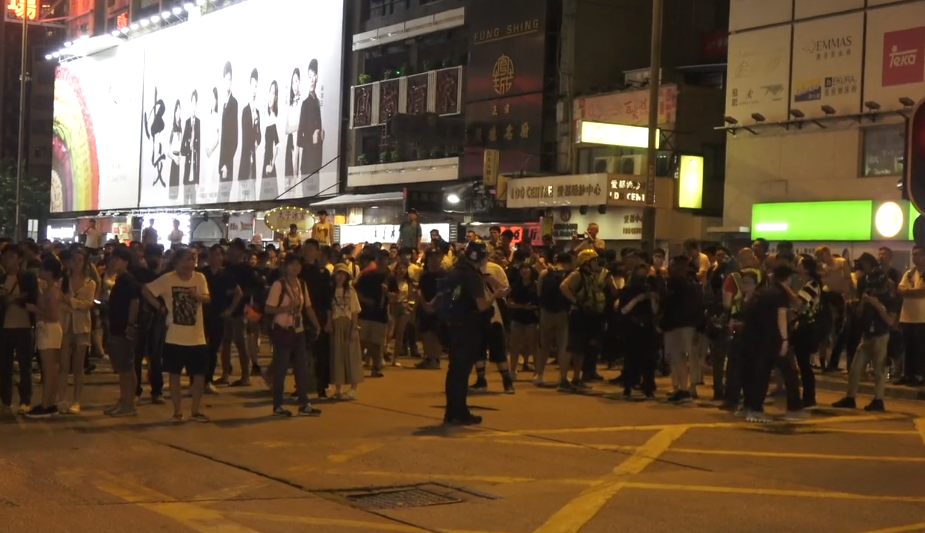
警方清場後，市民再次在彌敦道聚集
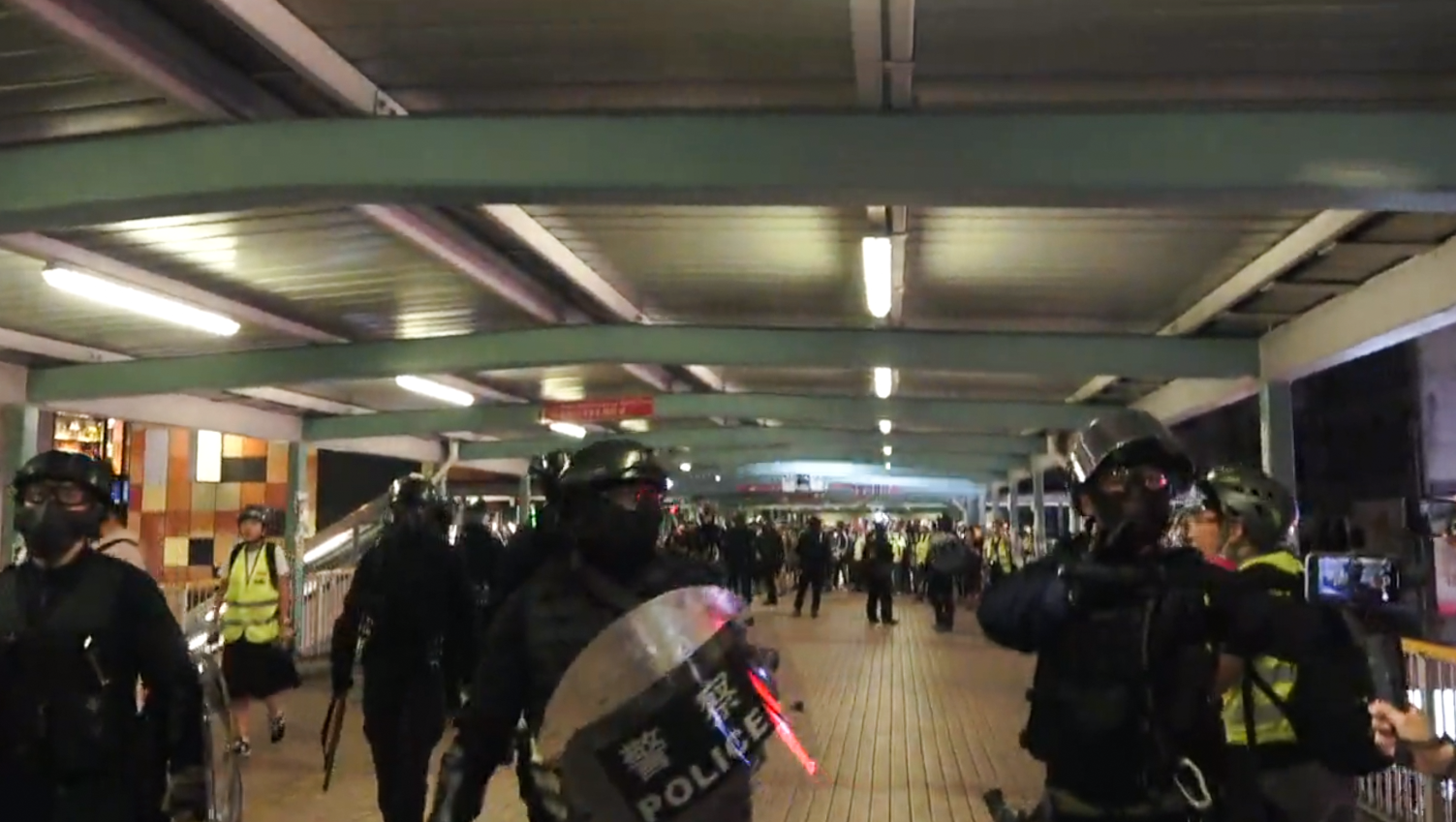
速龍小隊突然衝上旺角道行人天橋，並驅趕市民和記者離開
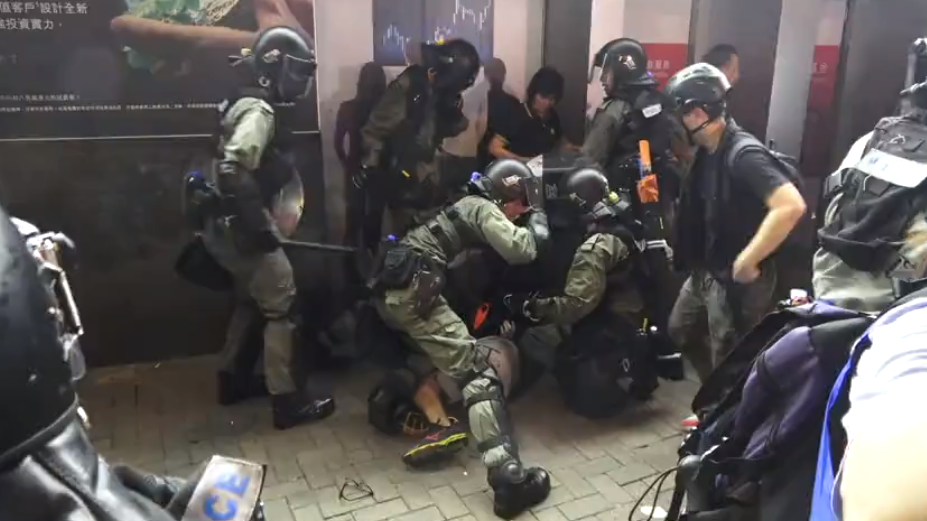
晚上，有路過的市民在始創中心被多名警員拘捕

### 多區港鐵站閘機被破壞
晚上，示威活動開始蔓延至多區。示威者到沙田、大埔、將軍澳的港鐵站破壞入閘機。

#### 沙田

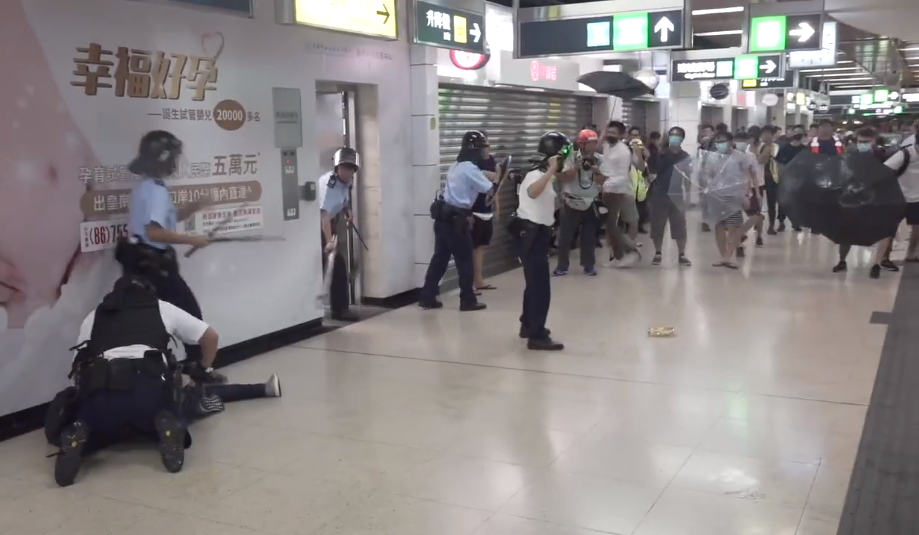
晚上近11時沙田站，在場人士見到軍裝警員再次到場入站驅散，制服至少兩名市民後，示威者進入收費區內的控制室門外向警員擲垃圾桶、月餅盒及雨傘等雜物，並舉起雨傘遮擋

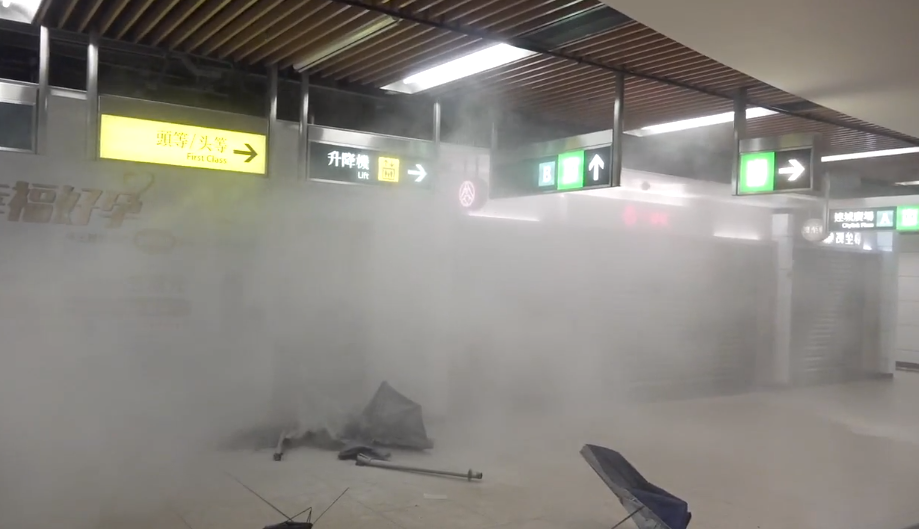
站內有大量白煙

晚上10時，大批市民聚集在沙田站大堂，軍裝警員一度在通往沙田政府合署的出口外戒備，其後一度離開。不過到晚上近11時，在場人士見到防暴警察再次到場入站驅散後，制服至少兩名市民後，示威者進入收費區內的控制室門外向警員擲垃圾桶、月餅盒及雨傘等雜物，並舉起雨傘遮擋，期間警員施放胡椒噴劑。其後警員帶同一名男子進入港鐵站的控制室，示威者則向控制室鐵門噴滅火筒，隨後大批防暴警增援並拘捕多人，當中包括禾峯社區主任李志宏。其後港鐵啟動疏散程序，關閉車站及落閘。

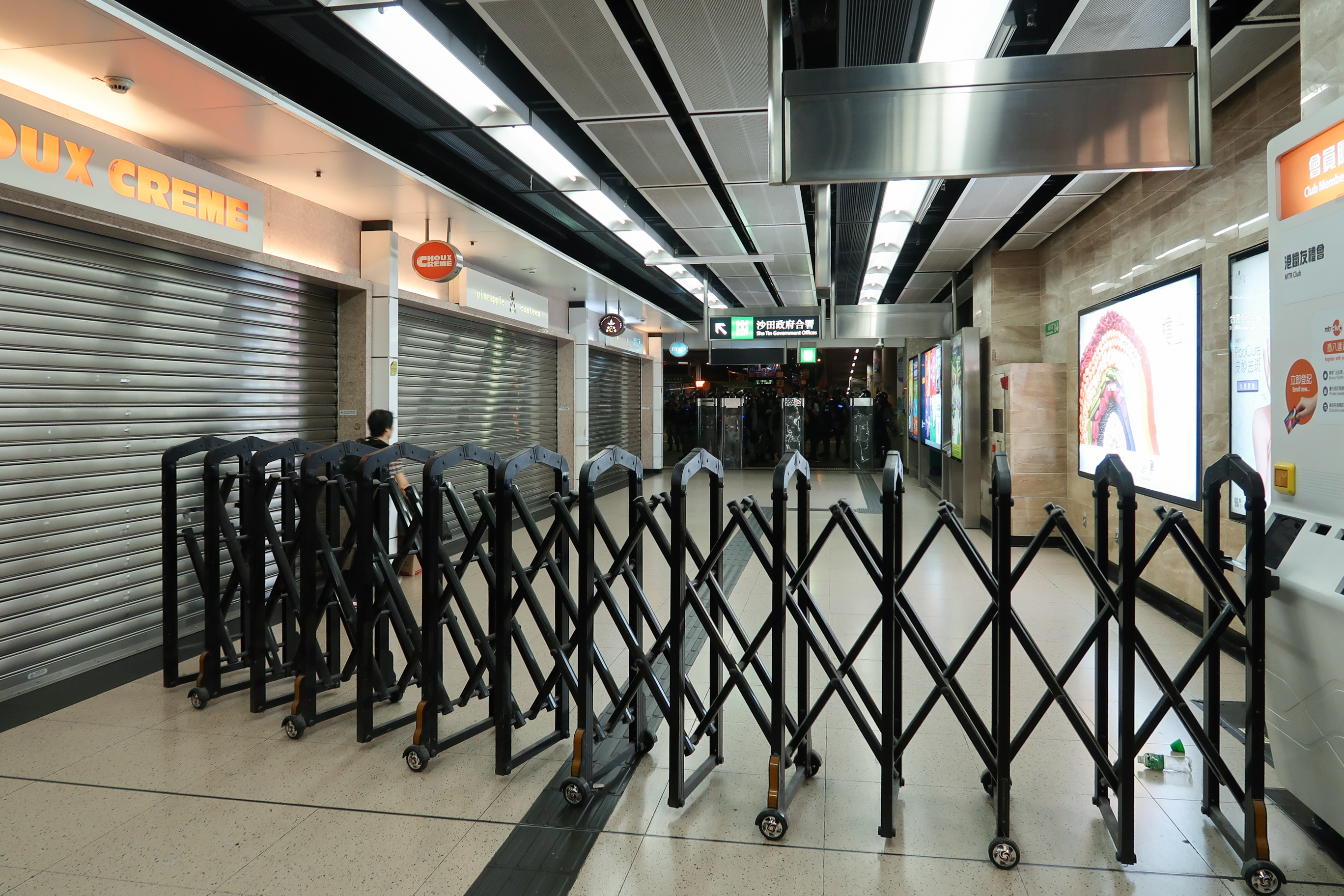
晚上10時，防暴警察一度在通往沙田政府合署的出口外戒備。示威者利用新城市廣場的閘作障礙物
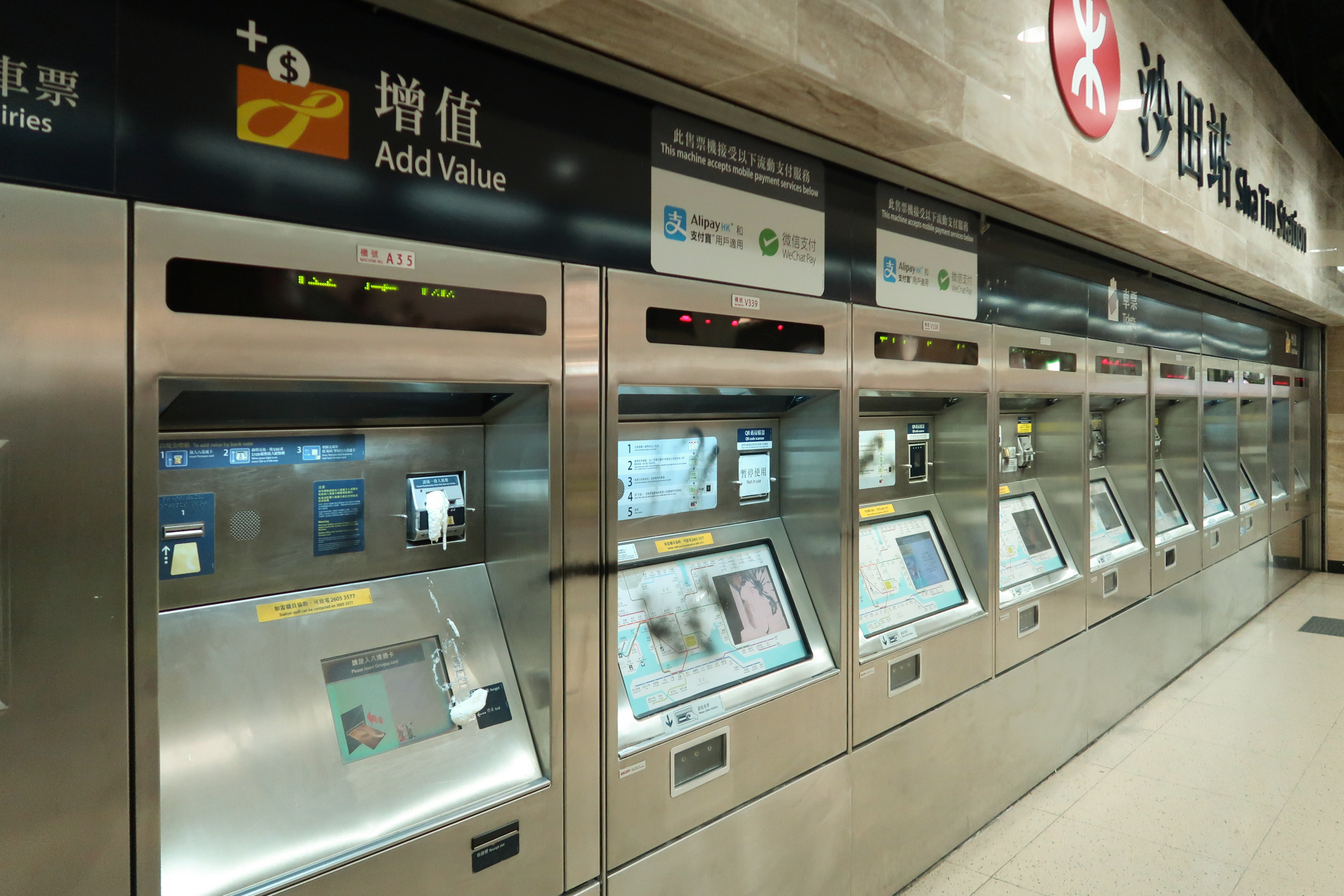
示威者在增值機噴上膨脹式發泡膠
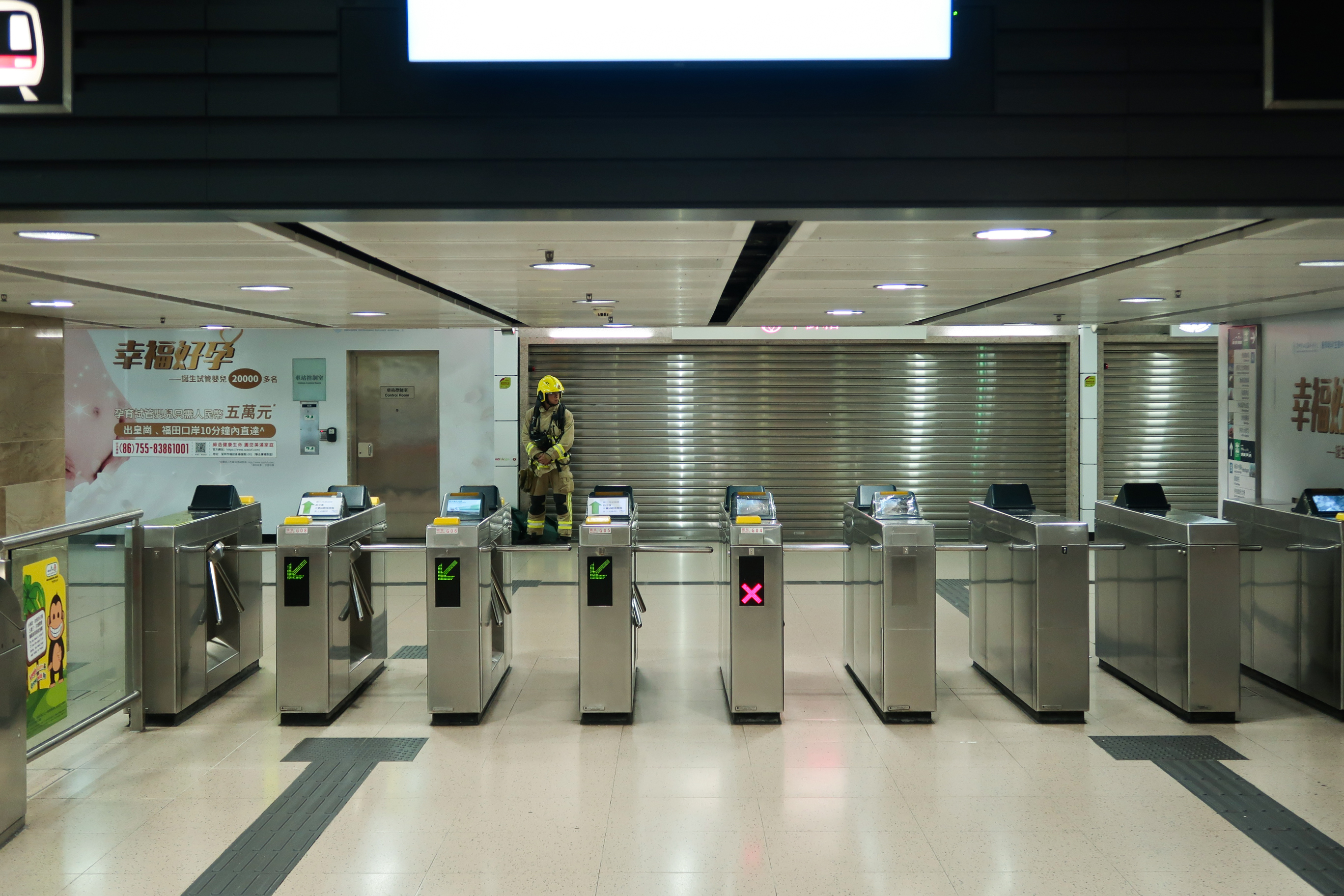
因站內警鐘響鳴，消防員因而到場
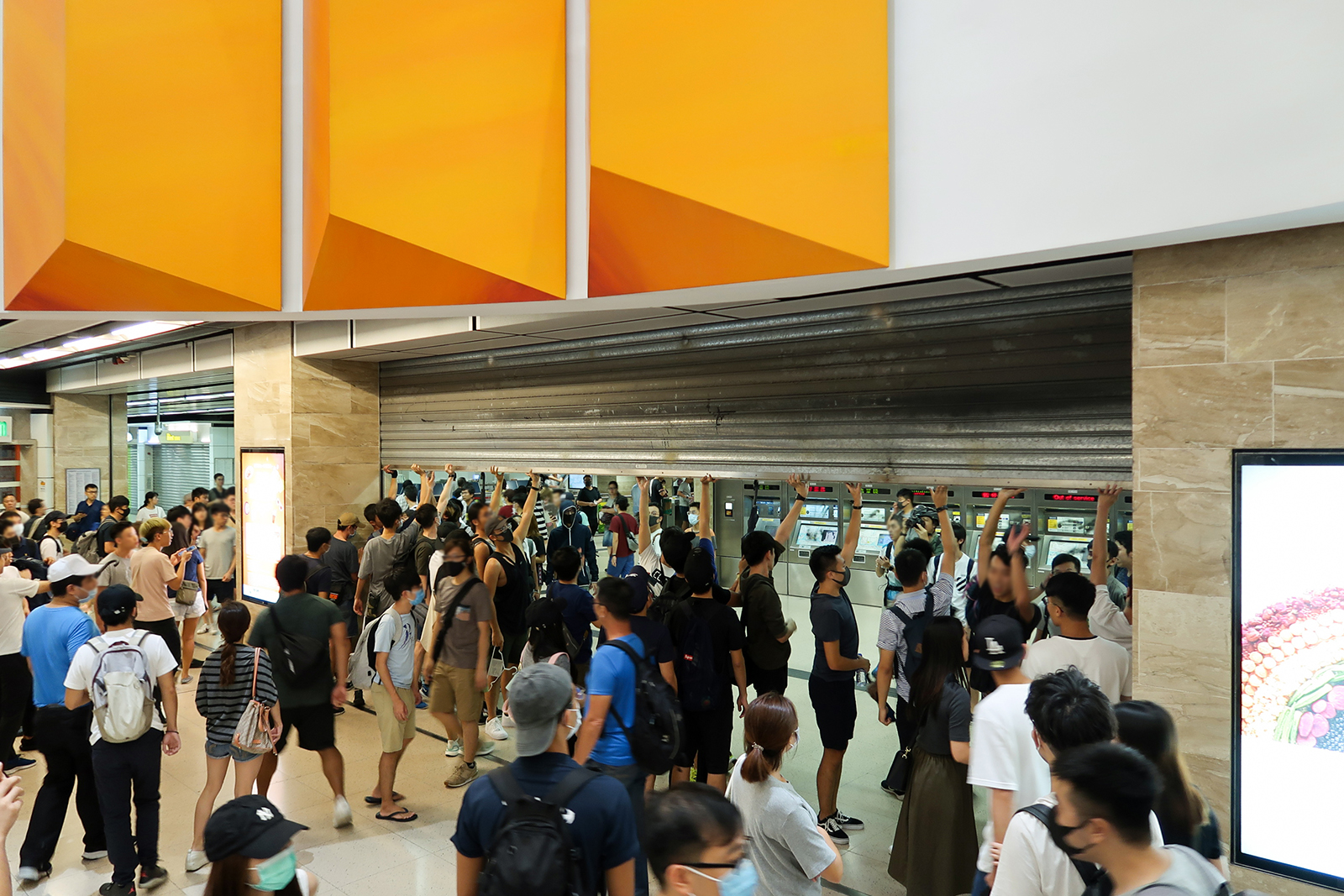
示威者阻止防火閘落下
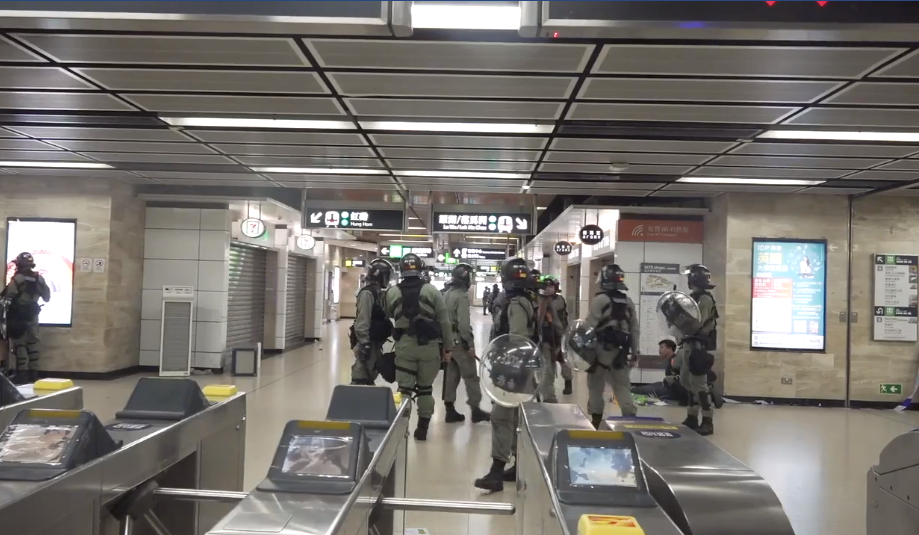
防暴警員到場制服一人

#### 大埔
晚上9時許，區內街坊在大埔墟站集合，計劃進行築人鏈行動。但半小時之後防暴警察帶催淚彈槍到場，引起市民不滿要求警方收隊。到晚上約10時15分，站內的防暴警員增至數十名，以及兩隻警犬，現場有200至300人聚集。
晚上約11時半，車站的防暴警員撤退後，部分示威者破壞站內的閘機。其後大批防暴警員突然從連儂隧道和的士站進入車站包抄追捕，約十多人被捕，其中包括至少5名中學生。一名15歲迦密柏雨中學中六學生正在圍觀，準備離開時突然被7名警員用警棍打至頭破血流，導致頭部需縫五針，另外一邊肩膊及一隻尾指骨折。事後更患上創傷後遺症，決定放棄DSE考試，到外地休養。
有剛出閘市民和穿著排球校隊服裝的中學生亦被警員用棍毆打，其後更逼令被捕人士伏下，並隨即封鎖港鐵站範圍。
警方事後稱該男子企圖逃跑，使用警棍將其制服，警方已收到相關投訴。有剛出閘的市民亦被警員用棍毆打。警方表示因有刑事毀壞，要求紀錄在場人士身份證及拍攝所有人的樣貌。大埔區議員關永業等人指，警方共帶走22人，另外5人受傷，於凌晨0時30分前送院。
凌晨2時許，一名男子懷疑向警察投擲玻璃樽和石塊后向富雅花園逃去，約30名防暴警察衝入屋苑其中一座進行搜捕。期間撞斷地下大門把手後，並推開保安員，沿後樓梯上樓搜索，並無發現。有關行動引發約10名居民不滿。警方則稱「有權執法」，並制服一名被指行為不檢的黑衣青年。有住客下跪要求警察離開，投訴屋苑大門懷疑被警員撞毀。有居民亦投訴警員以大光燈照向民居和警方在地面大叫「返嚟」、「過嚟見我」。到凌晨約2時10分，警方向居民表示沒有拘捕任何人，在30分鐘後離開。

#### 將軍澳
近30名個將軍澳居民在晚上到港鐵旗下Popcorn商場靜坐和呼叫口號，抗議港鐵多次無故停駛將軍澳綫和要求港鐵交代太子站襲擊事件。近晚上10時，約200人包圍車站控制室，其間有人破壞車站閘機和遮蔽閉路電視，防暴警察到場戒備，港鐵隨即於凌晨關閉將軍澳站及關閉港鐵連接Popcorn商場的出口。約凌晨零時，一名支持警方的男子與在場示威者發生衝突，其後，該名男子被警察送上旅遊巴離開。有青年不滿該名男子被警察護送離開，與警察理論，最後青年被制服帶走，引起在場約200名市民不滿起哄。

## 其他行動

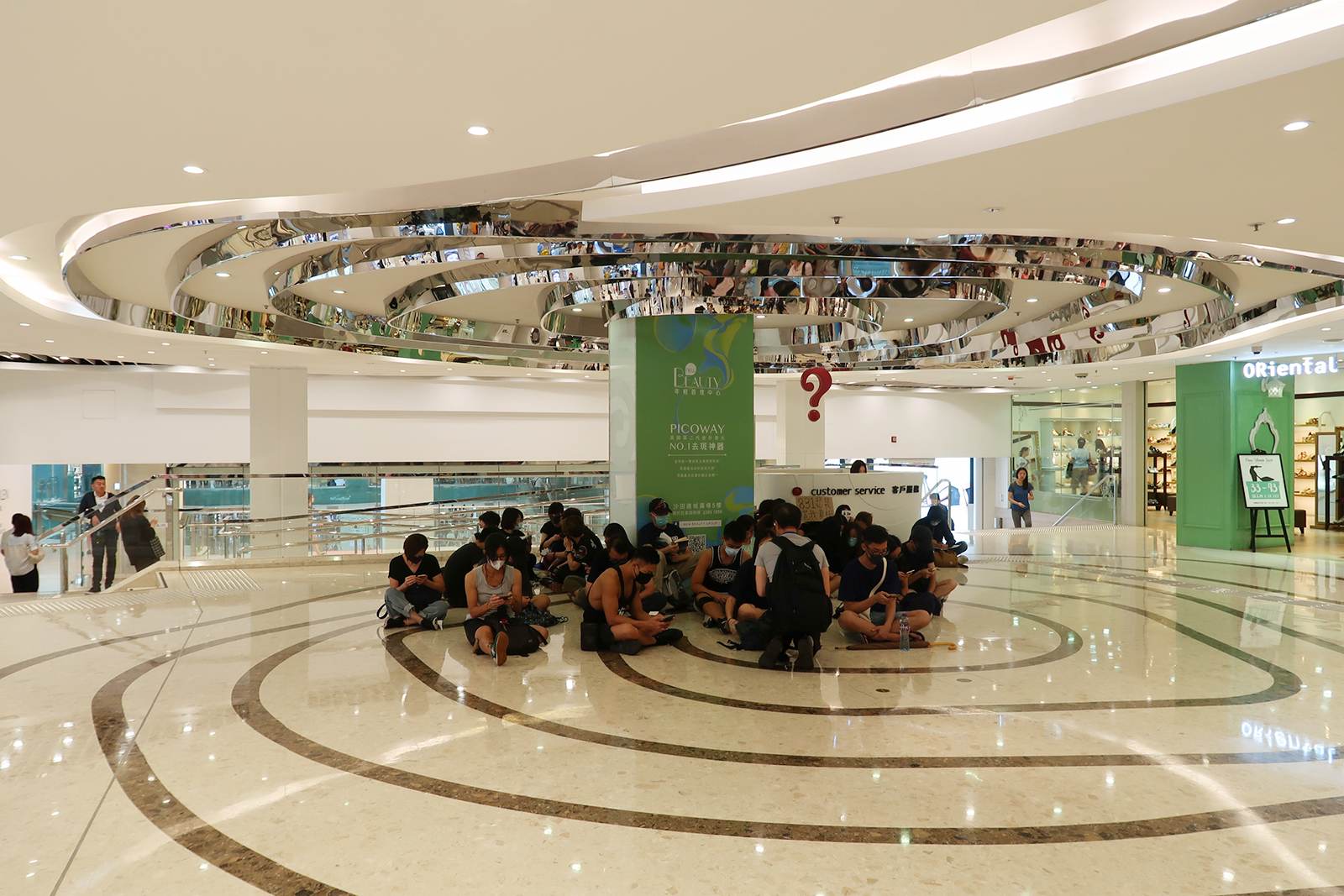
下午近2時半，十多名市民坐在沙田連城廣場抗議

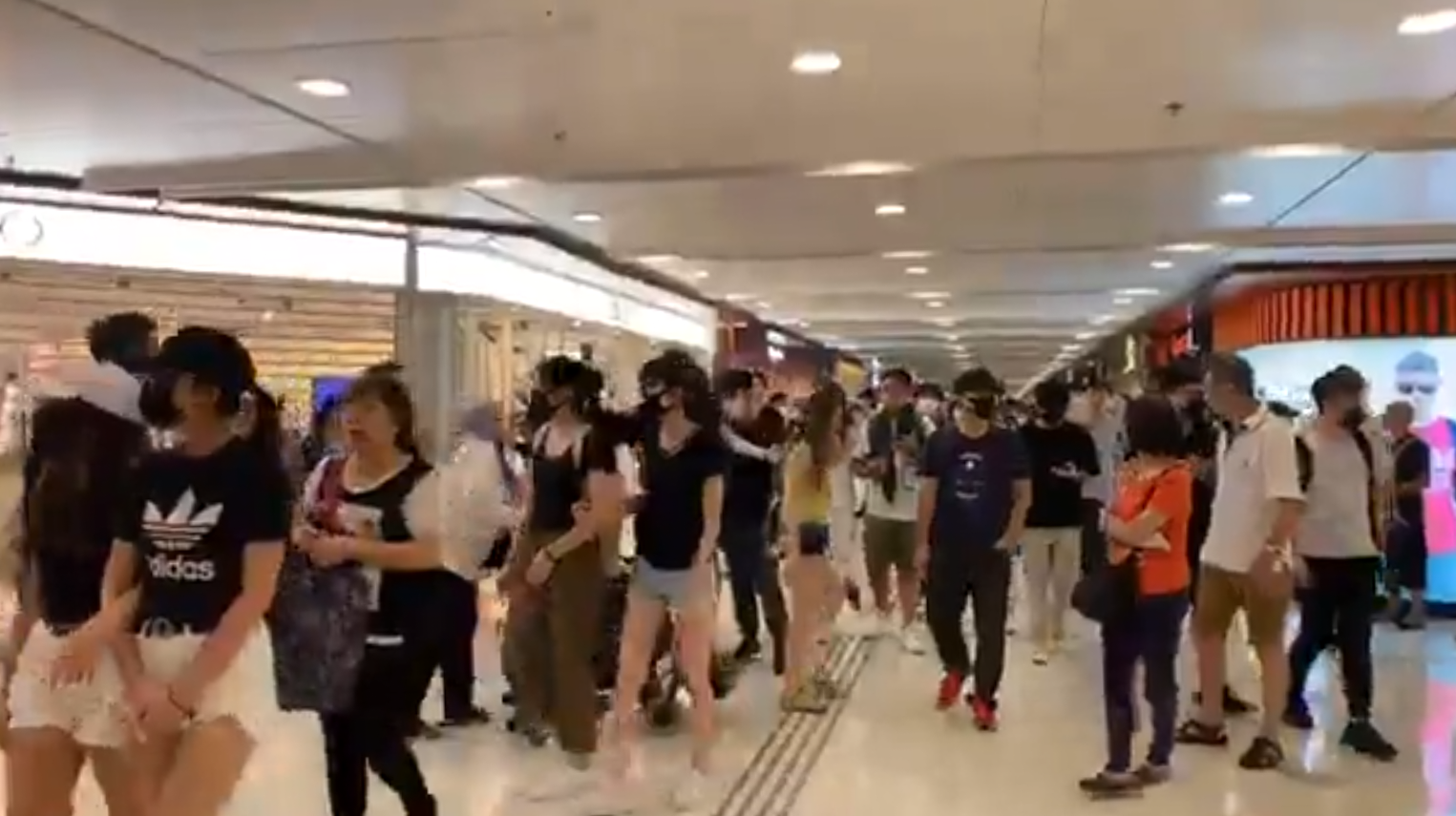
九龍灣德福廣場，不少市民身穿黑衣和戴上口罩在商場遊走

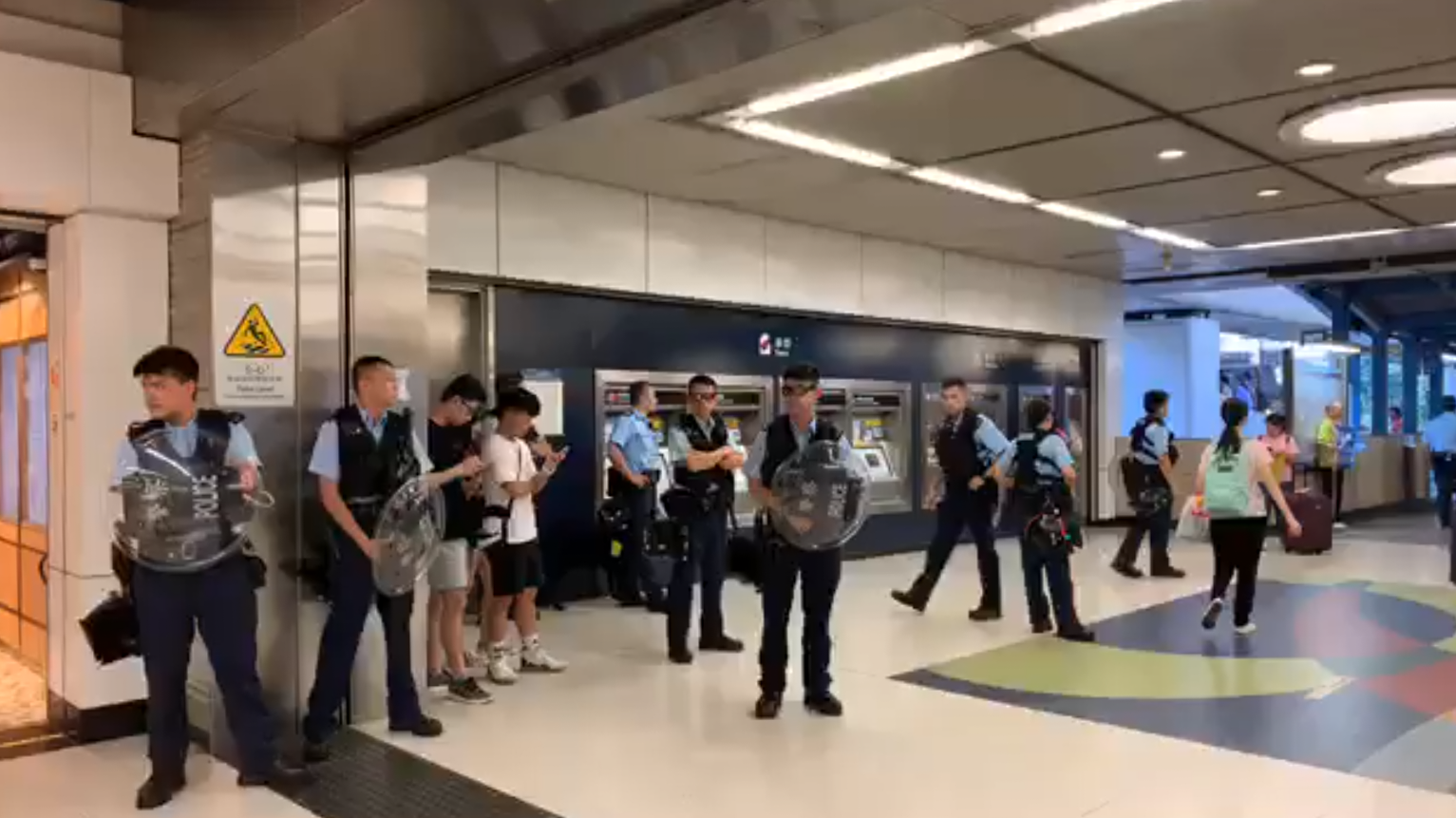
軍裝警員持盾牌在九龍灣站戒備

同日下午，有市民發起在港鐵旗下的九龍灣德福廣場和沙田連城廣場進行「全民黨鐵商場Window Shopping齋睇唔買」行動，在商場內靜坐，要求港鐵公開8月31日當晚上太子站內的閉路電視片段。

## 拘捕及提堂

### 大埔墟站衝突案件
在大埔墟站有24人被捕，涉嫌非法集結，送往大埔警署。目擊者和區議員批評警方濫捕。而沙田站拘捕三名21歲至27歲男子，涉嫌襲警、拒捕、藏有攻擊性武器及阻礙警務人員執行職務，到2020年2月21日，正式落案起訴，裁判官批准批准被告以5000元保釋，但不准離港及須居於報稱住址。到9月13日，商業罪案調查科人員在香港國際機場拘捕一名45歲女子，涉嫌在沙田站襲警。
警方於2020年9月9日重新拘捕8男3女，當中包括7名學生，將正式落案起訴11人在大埔墟站衝突參與非法集結罪。2020年9月23日於西九龍裁判法院提堂，各被控一項參與非法集結罪。全部被告暫時毋須答辯，案件押後至12月30日再訊，以讓辯方索取文件及給予法律意見，各被告准以500元保釋，期間不得離港。
2021年7月23日，11名被告經法庭裁定非法集結罪名不成立，所有人當庭釋放。西九龍裁判法院裁判官香淑嫻指出，雖然被告可疑，不過控方唯一依賴的閉路電視證據「質素欠佳」，「顏色失真」，無法證明畫面中的人是被告。她又指案件中，沒有人目擊他們在車站的行為及到達時間。

### 沙田站衝突案件
沙田站衝突中，一名46歲女經理及44歲活動策劃員被指向警員擲雨傘及金屬物，以及用雨傘阻擋警員關門而被控告暴動罪。事隔5個月，警方控告22歲教育大學學生在B出口外襲擊警員，而27歲電腦技術員管有兩支第四類雷射筆、襲警和抗警和罪，案件在2020年2月21日於觀塘裁判法院提堂，並押後再訊，兩名被告獲准以3000元至5000元現金及不准離港等條件保釋。
其中3人的案件在2021年3月10日於區域法院開審，3人不認罪。控方陳辭指事件中有4名警員受傷，其中督察出現頭暈及嘔吐，頭部輕微受傷。到2021年7月21日，法官裁定全部被告罪名成立，首被告46歲女經理暴動罪和襲警罪罪成，共被判囚3年9個月；第二被告，44歲活動策劃員暴動罪成，被判囚3年8個月；而27歲任職電腦技術員的第三被告拒捕和管有攻擊性武器罪成，被判囚1年。法官郭啟安雖然指當日的暴動時間短、範圍有限，而受傷警員的傷勢不嚴重。不過他指出當時沙田站聚集大批示威者，影響港鐵站正常運作，對乘客造成不便，加上示威者亦破壞港鐵站設施，增加了案件嚴重性，認為需判處具懲罰性和阻嚇性刑罰。法官判刑時更批評27歲的第三被告是當晚事件的「始作俑者」，指他如果沒有用鐳射筆照向警員，不會有之後的事件發生，並指他反抗警員反而引起更大騷亂。
而衝突中，一名28歲測量顧問與一名56歲中年貨車司機被指打鬥，各被控在公眾地方打鬥罪。而司機用摺刀弄傷青年，被控管有攻擊性武器罪，他承認兩項控罪並判監半年。其後測量顧問不認罪，到2020年12月21日裁定罪名不成立。裁判官彭亮廷批評檢控一方決定粗疏、輕率、兒戲，是鬧劇一場。最後法官亦批准訟費申請。另外，一名20歲就讀教育大學的男學生被指在站內推向一名防暴警心口，令對方倒地並因而扭傷右手尾指。他早前否認一項襲警罪，經審訊在2021年3月3日裁定罪名不成立。裁判官崔美霞指涉案警員證供不合理，盤問期間也發現是盾牌落地，指不能穩妥接納其證供。加上當時情況混亂，逃跑不等於有罪，因此辯方申請訟費亦獲批。

### 屯門輕鐵刑事毀壞案
在屯門，警方拘捕4名年齡介乎17-21歲男子，他們被控分別在屯門輕鐵蝴蝶站、屯門泳池站、兆麟站和天水圍濕地公園站刑事毀壞。在屯門案件的兩名被告均不准保釋，而其餘兩名21歲被告在天水圍濕地公園站的維修費合共27.7萬元，並須遵守宵禁令和交出旅遊證件。

### 其他
- 警方在東薈城拘捕23歲報稱理工大學，居於警察宿舍的女學生，涉嫌在港鐵東涌站內用一杯珍珠奶茶掟警員背部，被控「襲警罪」。2020年1月23日，被告於西九龍裁判法院表示認罪，並承認因抑鬱症及感冒困擾而情緒不穩。裁判官指基於案情嚴重，以9星期監禁作量刑起點，因被告認罪扣減3分1刑期，終判囚6星期，緩刑12個月[42]。

- 人民力量兼鳩嗚團成員錢寶芬在機場客運大樓通往巴士站的通道，因身上掛有一塊寫有「五大訴求」的紙牌，而被執達主任及機場保案勸即時離開，但她一直拒絕，結果被警方以涉嫌「刑事藐視法庭罪」拘捕[43]。2020年6月22日以被控民事藐視法庭罪於東區裁判法院提堂，案件排期在2021年3月1日至9日在高等法院進行中文審訊，並會在12月28日進行1小時的審前覆核。[44]到3月9日，錢寶芬在高等法院承認刑事藐視法庭，而辯方求情時透露，她在本案中只是單獨行事，也沒有使用暴力，希望能夠庭輕判。不過法官李運騰指她曾經在高院範圍襲擊保安員而被判緩刑，最後判她監禁30天，緩刑1年，同時下令她在2個月內支付40萬元訟費給律政司。[45]

- 3名學生被控在9月7日晚上包圍旺角警署，經審訊後被裁定非法集結罪成，其中一名28歲男生被裁定始創中心外阻差辦公罪成。到2021年7月23日，九龍城裁判法院裁判官葉啓亮裁定兩名分別23歲和28歲男生即時監禁6個月及7個月，19歲女生則被判入更生中心。[46]

## 爭議
警方《戰術訓練手冊》不主張使用警棍攻擊骨骼或關節組織。該文件表明用警棍敲擊頭部屬致命武力，只有當警員或他人性命受到威脅時才屬正當使用。反修例風波至今，警方已多次使用警棍擊打示威者頭部。
事後來自大埔區七間中學的反修例關注組代表召開記者會，抗議警方在大埔墟站濫用暴力，稱已高舉雙手的被捕人士遭警員用海綿子彈槍指向他的頭部，去信要求警方解釋。而法政匯思成員、大律師何旳匡指出警方在沒有合理懷疑下作出拘捕。